# Temporada 2010 del Campeonato Brasileño de Superbikes
La temporada 2010 del Campeonato Brasileño de Superbikes es la 1.ª edición del Campeonato Brasileño de Superbikes.
El "Campeonato Brasileño de Superbikes" es la principal categoría de motociclismo en Brasil junto con Campeonato Brasileño de Moto 1000 GP. Fue creado en 2010. y ha sido gestionado desde su fundación por la empresa de Bruno Corano.
Una superbike (abreviado a menudo como SBK) es un tipo de motocicleta que se utiliza en competiciones de motociclismo de velocidad, entre ellas el Campeonato Mundial de Superbikes y el Campeonato Mundial de Motociclismo de Resistencia. A diferencia de las motocicletas usadas en el Campeonato Mundial de Motociclismo, las superbikes deben ser modelos derivados de los de serie. Esto las hace menos costosas de desarrollar y mantener, por lo cual varios campeonatos nacionales de motociclismo de velocidad se disputan con ellas.
Para que las marcas de motocicletas puedan usar sus motocicletas en los campeonatos, deben primero homologarlas y vender una cierta cantidad de unidades al público. Según el campeonato, se permite la modificación de suspensiones, frenos y ruedas. Los motores son de alta cilindrada: entre 850 y 1200 cc para motores bicilíndricos, y entre 750 y 1000 cc para los de cuatro cilindros. Hasta mediados de la década de 1990, también se permitieron motores de dos tiempos en lugar de cuatro tiempos, en este caso de hasta 500 cc de cilindrada.

## Calendario
| Ronda | Fecha            | Gran Premio                        | Circuito                                            | Ciudad              | Horário | Info   |
| ----- | ---------------- | ---------------------------------- | --------------------------------------------------- | ------------------- | ------- | ------ |
| 1     | 21 de marzo      | Grande Prêmio de São Paulo         | Autódromo Internacional de Interlagos               | São Paulo, SP       | 08h00   | [ 2 ]  |
| 2     | 4 de abril       | Grande Prêmio Chevrolet            | Autódromo Internacional de Interlagos               | São Paulo, SP       | 08h00   | [ 3 ]  |
| 3     | 2 de mayo        | Grande Prêmio de Curitiba          | Autódromo Internacional de Curitiba                 | Curitiba, PR        | 08h00   | [ 4 ]  |
| 4     | 23 de mayo       | Grande Prêmio TNT                  | Autódromo Internacional de Interlagos               | São Paulo, SP       | 08h00   | [ 5 ]  |
| 5     | 27 de junio      | Grande Prêmio Pirelli              | Autódromo Internacional de Interlagos               | São Paulo, SP       | 08h00   | [ 6 ]  |
| 6     | 18 de julio      | Grande Prêmio do Rio de Janeiro    | Autódromo Internacional Nelson Piquet - Jacarepaguá | Río de Janeiro, RJ  | 08h00   | [ 7 ]  |
| 7     | 1 de agosto      | Grande Prêmio Petrobrás            | Autódromo Internacional de Interlagos               | São Paulo, SP       | 08h00   | [ 8 ]  |
| 8     | 29 de agosto     | Grande Prêmio Estrella Galicia     | Autódromo Internacional de Interlagos               | São Paulo, SP       | 08h00   | [ 9 ]  |
| 9     | 19 de septiembre | Grande Prêmio HRC                  | Autódromo Internacional de Interlagos               | São Paulo, SP       | 08h00   | [ 10 ] |
| 10    | 26 de septiembre | Grande Prêmio do Rio Grande do Sul | Velopark                                            | Nova Santa Rita, RS | 08h00   | [ 11 ] |
| 11    | 10 de octubre    | Grande Prêmio de Nova Santa Rita   | Velopark                                            | Nova Santa Rita, RS | 08h00   | [ 12 ] |
| 12    | 24 de octubre    | Grande Prêmio do Paraná            | Autódromo Internacional de Curitiba                 | Curitiba, PR        | 08h00   | [ 13 ] |
| 13    | 28 de noviembre  | Grande Prêmio de Interlagos        | Autódromo Internacional de Interlagos               | São Paulo, SP       | 08h00   | [ 14 ] |

## Equipos y pilotos

### Superbike
| Equipo                    | Constructor | Moto                  | Neu | No. | Piloto                            | Rondas             |
| ------------------------- | ----------- | --------------------- | --- | --- | --------------------------------- | ------------------ |
| Elf Monster Energy Racing | BMW         | BMW S1000RR           | P   | 9   | Bruno Corano                      | Todas              |
| Elf Monster Energy Racing | BMW         | BMW S1000RR           | P   | 34  | Danilo Lewis                      | Todas              |
| Repsol Team               | Honda       | Honda CBR1000RR       | P   | 66  | Alecsrande de Grandi              | 2-13               |
| Repsol Team               | Honda       | Honda CBR1000RR       | P   | 23  | Sarin Carlesso                    | 2-13               |
| Target Racing             | Bimota      | Bimota SB8K           | P   | 59  | Maycon Zandavalli                 | Todas              |
| Dia-Frag Racing           | Kawasaki    | Kawasaki ZX-10R       | P   | 62  | Murilo Colatreli                  | Todas              |
| Dia-Frag Racing           | Kawasaki    | Kawasaki ZX-10R       | P   | 79  | Diego Pretel                      | Todas              |
| Sport Plus Racing         | Gas Gas     | Gas Gas SM 1000       | P   | 94  | Heber Pedrosa                     | 1-5 y 7-13         |
| Ultrapar Motorsport       | Yamaha      | Yamaha YZF-R1         | P   | 77  | Alessandro Ferraz                 | Todas              |
| Misano Racing Team        | Yamaha      | Yamaha YZF-R1         | P   | 65  | José Luiz Teixeira Jr "Cachorrão" | Todas              |
| Misano Racing Team        | Yamaha      | Yamaha YZF-R1         | P   | 81  | Fábio Adas                        | 1-5 y 7-13         |
| Mobil Ituran Racing Team  | Kawasaki    | Kawasaki ZX-10R       | P   | 80  | Alan Douglas dos Santos           | Todas              |
| Mobil Ituran Racing Team  | Kawasaki    | Kawasaki ZX-10R       | P   | 92  | Newton Crespi "Cisso"             | 1-5 y 7-13         |
| YPF Racing                | BMW         | BMW S1000RR           | P   | 25  | Pierre Chofard                    | 3-5 y 7-12         |
| YPF Racing                | BMW         | BMW S1000RR           | P   | 97  | Marcelo Varbaro                   | 1-4 y 9-13         |
| Bonaldi Motorsport        | Ducati      | Ducati 1098R          | P   | 86  | Bruno da Silva                    | Todas              |
| Bonaldi Motorsport        | Ducati      | Ducati 1098R          | P   | 85  | Nélson Tomilheiro                 | 6, 9-10 y 13       |
| Formula Racing            | Gas Gas     | Gas Gas SM 1000       | P   | 95  | Pedro Gonçalves                   | 1-2, 6, 8, 11 y 13 |
| Krypton Motorsport        | Kawasaki    | Kawasaki ZX-10R       | P   | 99  | Giovani Mocelin                   | 2-7 y 9-13         |
| Krypton Motorsport        | Kawasaki    | Kawasaki ZX-10R       | P   | 84  | Guilhermo Furlong                 | 3-5 y 7-13         |
| GDL Racing                | Kawasaki    | Kawasaki ZX-10R       | P   | 5   | Anderson Fernando "Danadinho"     | 2-13               |
| GDL Racing                | Kawasaki    | Kawasaki ZX-10R       | P   | 78  | Pablo Martins                     | 1, 3-5 y 7-13      |
| Rossocorsa                | Honda       | Honda CBR1000RR       | P   | 44  | Marcos Nishimoto                  | 1-2, 5-9 y 13      |
| Mertel Motorsport         | Triumph     | Triumph Daytona 1050R | P   | 53  | Rodrigo Schirmann                 | Todas              |
| Mertel Motorsport         | Triumph     | Triumph Daytona 1050R | P   | 75  | Anderson Mocelin                  | 1-4, 6, 9-13       |
| Mertel Motorsport         | Triumph     | Triumph Daytona 1050R | P   | 4   | Ricardo Gornati                   | 3-5 y 7-13         |
| Zotz Racing / CCDP Racing | Suzuki      | Suzuki GSX-R1000      | P   | 3   | Ricardo Pelosini                  | Todas              |
| Zotz Racing / CCDP Racing | Suzuki      | Suzuki GSX-R1000      | P   | 90  | Paulo Gabriel                     | 1, 3-5 y 7-13      |
| Rotek Racing              | BMW         | BMW S1000RR           | P   | 15  | Fernando Ferraz                   | 1-7 y 9-13         |
| Rotek Racing              | BMW         | BMW S1000RR           | P   | 52  | Rodrigo Benedictis                | 2-7 y 9-13         |
| Flying Lizard Motorsports | Honda       | Honda CBR1000RR       | P   | 37  | Sebastián Alarcón                 | 1, 3-5 y 7-13      |
| Flying Lizard Motorsports | Honda       | Honda CBR1000RR       | P   | 88  | Borja Gómez                       | 1, 5, 7 y 9-13     |
| GMG Racing                | Gas Gas     | Gas Gas SM 1000       | P   | 14  | David Loayza                      | 3-5, 7, 9-13       |
| ACI Motorsports           | Honda       | Honda CBR1000RR       | P   | 74  | Daniel Sterling                   | 4, 7 y 11-13       |

| Leyenda             |
| ------------------- |
| Piloto regular      |
| Piloto invitado     |
| Piloto de reemplazo |

### Superbike Light
| Equipo                      | Constructor | Moto                     | Neu | No. | Piloto                   | Rondas         |
| --------------------------- | ----------- | ------------------------ | --- | --- | ------------------------ | -------------- |
| Special ONE Racing          | Triumph     | Triumph Daytona 1100     | P   | 63  | Júlio César Parra        | Todas          |
| Special ONE Racing          | Triumph     | Triumph Daytona 1100     | P   | 56  | Sérgio de Laurentys      | 1-8 y 10-13    |
| World RX Team               | Ducati      | Ducati 1098R             | P   | 55  | Fábio Adas               | Todas          |
| Equipment Dealer Team       | BMW         | BMW S1000RR              | P   | 54  | Newton Patrício          | Todas          |
| Equipment Dealer Team       | BMW         | BMW S1000RR              | P   | 11  | Jorge Marteli            | Todas          |
| Equipment Dealer Team       | BMW         | BMW S1000RR              | P   | 13  | Luís Henrique Torrezani  | Todas          |
| Equipment Dealer Team       | BMW         | BMW S1000RR              | P   | 87  | Marcel Romanio           | 8-13           |
| BAIC ORV                    | KTM         | KTM RC 1000              | P   | 22  | Édson Vander de Oliveira | Todas          |
| BAIC ORV                    | KTM         | KTM RC 1000              | P   | 82  | Eduar Merhy Neto         | 1-7 y 9-13     |
| Century Racing Factory Team | Ducati      | Ducati 1098R             | P   | 91  | Reinaldo Salles Jr       | Todas          |
| Century Racing Factory Team | Ducati      | Ducati 1098R             | P   | 7   | Marcos Gueiros           | Todas          |
| Carrus Callas Raceteam      | Triumph     | Triumph Daytona 1100     | P   | 31  | Luiz Garcia Jr           | Todas          |
| Carrus Callas Raceteam      | Triumph     | Triumph Daytona 1100     | P   | 76  | Fábio Carbone            | 1-6            |
| TechSport Racing            | MV Agusta   | MV Agusta Brutale 1000RR | P   | 2   | André Ribeiro            | Todas          |
| TechSport Racing            | MV Agusta   | MV Agusta Brutale 1000RR | P   | 42  | Fausto de Lucca          | 11-13          |
| JTR Motorsports Engineering | KTM         | KTM RC 1000              | P   | 58  | Ricardo Ferrando         | Todas          |
| JMF Motorsports             | Triumph     | Triumph Daytona 1100     | P   | 32  | Niko Palhares            | Todas          |
| JMF Motorsports             | Triumph     | Triumph Daytona 1100     | P   | 69  | José Córdova             | 1-7 y 9-13     |
| Bimmerworld Racing          | Ducati      | Ducati 1098R             | P   | 30  | Fernando Rama            | Todas          |
| Bimmerworld Racing          | Ducati      | Ducati 1098R             | P   | 20  | Pedro Salvador           | 1-7 y 9-13     |
| Skip Barber Racing School   | Kawasaki    | Kawasaki ZX-10R          | P   | 96  | Diego Puyo               | 1-2 y 7-13     |
| Skip Barber Racing School   | Kawasaki    | Kawasaki ZX-10R          | P   | 46  | Juninho Berlanda         | 12             |
| NolaSport                   | Triumph     | Triumph Daytona 1100     | P   | 98  | Rodrigo Carmo            | Todas          |
| NolaSport                   | Triumph     | Triumph Daytona 1100     | P   | 40  | Mário Haberfeld          | Todas          |
| Chouest Povoledo Racing     | Triumph     | Triumph Daytona 1100     | P   | 48  | Aluizio Coelho           | Todas          |
| Chouest Povoledo Racing     | Triumph     | Triumph Daytona 1100     | P   | 36  | Ernani Judice            | Todas          |
| Auto Technic Racing         | Buell       | Buell RR1000R            | P   | 43  | Roberto Xavier           | 1-10 y 13      |
| Black Swan Racing           | Triumph     | Triumph Daytona 1100     | P   | 73  | Peter Ferter             | 1 y 3          |
| Black Swan Racing           | Triumph     | Triumph Daytona 1100     | P   | 8   | Gustavo Mascarenhas      | 7-9            |
| Smooge Racing               | Triumph     | Triumph Daytona 1100     | P   | 51  | Gustavo Magnabosco       | 1-6            |
| Smooge Racing               | Triumph     | Triumph Daytona 1100     | P   | 64  | Richard Heidrich         | 1-12           |
| KrugSpeed                   | Triumph     | Triumph Daytona 1100     | P   | 60  | Eduardo Lataro           | 10-13          |
| KrugSpeed                   | Triumph     | Triumph Daytona 1100     | P   | 33  | Santino Ponce            | 1-4            |
| Copeland Motorsports        | Triumph     | Triumph Daytona 1100     | P   | 68  | Renato Bicciato          | Todas          |
| Copeland Motorsports        | Triumph     | Triumph Daytona 1100     | P   | 12  | Ricardo Teodósio         | 1-5, 7-9 y 13  |
| TR3 Racing                  | Triumph     | Triumph Daytona 1100     | P   | 16  | Augustín Donatti         | Todas          |
| Crucial Motorsports         | MV Agusta   | MV Agusta Brutale 1000RR | P   | 57  | Alberto Morelli          | 1-7 y 9-13     |
| BGB Motorsports             | Honda       | Honda CBR1000RR          | P   | 61  | Pablo Alves              | Todas          |
| BGB Motorsports             | Honda       | Honda CBR1000RR          | P   | 18  | Wanderson Freitas        | Todas          |
| STR38 Motorsports           | Honda       | Honda CBR1000RR          | P   | 29  | Stefan de Groot          | Todas          |
| STR38 Motorsports           | Honda       | Honda CBR1000RR          | P   | 41  | Carlo Bendinelli         | 2-5            |
| RENNtech Motorsports        | BMW         | BMW S1000RR              | P   | 83  | Robert Dahlgren          | 1, 3-6, 8 y 13 |
| RENNtech Motorsports        | BMW         | BMW S1000RR              | P   | 19  | Giovanni Gaetani         | 7-12           |

| Leyenda             |
| ------------------- |
| Piloto regular      |
| Piloto invitado     |
| Piloto de reemplazo |

### Supersport 600
| Equipo                                | Constructor | Moto                | Neu | No. | Piloto               | Rondas            |
| ------------------------------------- | ----------- | ------------------- | --- | --- | -------------------- | ----------------- |
| Yamaha Monster Energy Racing          | Yamaha      | Yamaha YZF-R6       | P   | 72  | Thales Monteiro      | Todas             |
| Yamaha Monster Energy Racing          | Yamaha      | Yamaha YZF-R6       | P   | 5   | Daniel Martinari     | 1-6 y 8           |
| Wolf Connection Racing                | Honda       | Honda CBR600RR      | P   | 53  | Danilo Lewis         | Todas             |
| Wolf Connection Racing                | Honda       | Honda CBR600RR      | P   | 66  | Mauro Thomassini     | Todas             |
| Alfa Associação                       | BMW         | BMW S600RR          | P   | 61  | William da Costa     | Todas             |
| Alfa Associação                       | BMW         | BMW S600RR          | P   | 76  | Diego Augusto Ricci  | Todas             |
| Random Vandals Racing                 | Kawasaki    | Kawasaki ZX-6R      | P   | 85  | Renan Alves          | Todas             |
| Random Vandals Racing                 | Kawasaki    | Kawasaki ZX-6R      | P   | 91  | Pedro Sala           | 1-11 y 13         |
| GringaMX Racing                       | Gas Gas     | GasGas GS 600       | P   | 54  | Marcos Nishimoto     | 1 y 3-13          |
| GringaMX Racing                       | Gas Gas     | GasGas GS 600       | P   | 71  | Lucas de Angelis     | Todas             |
| Andrioli Racing                       | Kawasaki    | Kawasaki ZX-6R      | P   | 9   | Ricardo Fernandes    | Todas             |
| Andrioli Racing                       | Kawasaki    | Kawasaki ZX-6R      | P   | 11  | Ronaldo Caselli      | Todas             |
| Valkyrie Velocity Racing              | Kawasaki    | Kawasaki ZX-6R      | P   | 88  | Éber Gomes           | Todas             |
| Valkyrie Velocity Racing              | Kawasaki    | Kawasaki ZX-6R      | P   | 79  | Carlos Asciutti      | Todas             |
| Extreme Velocity Motorsports          | Suzuki      | Suzuki GSX-R600     | P   | 86  | Alessandro Fortunato | Todas             |
| Extreme Velocity Motorsports          | Suzuki      | Suzuki GSX-R600     | P   | 56  | Douglas Carvalho     | Todas             |
| Steur Racing                          | Ducati      | Ducati VRP 600      | P   | 57  | Paulo Cocco          | 1-7 y 9-13        |
| Steur Racing                          | Ducati      | Ducati VRP 600      | P   | 68  | Marcelo Neves        | 1-3, 5-10 y 12-13 |
| SP Motorsports                        | Suzuki      | Suzuki GSX-R600     | P   | 37  | Nahuel Santamaría    | 1-6, 8-9 y 12-13  |
| SP Motorsports                        | Suzuki      | Suzuki GSX-R600     | P   | 8   | Alexandre Peppe      | Todas             |
| Hanley Motorsports                    | Buell       | Buell BT 600        | P   | 42  | Augusto de Freitas   | Todas             |
| Hanley Motorsports                    | Buell       | Buell BT 600        | P   | 75  | Rafael Silva         | 2                 |
| 99 Racing                             | Suzuki      | Suzuki GSX-R600     | P   | 4   | Andrés Méndez        | Todas             |
| 99 Racing                             | Suzuki      | Suzuki GSX-R600     | P   | 82  | Gonzalo Álvarez      | 1-7 y 9-10        |
| DKR Engineering                       | Kawasaki    | Kawasaki ZX-6R      | P   | 34  | Sandro Siqueira      | 1 y 3-12          |
| DKR Engineering                       | Kawasaki    | Kawasaki ZX-6R      | P   | 18  | Ricardo Ribeiro      | 1-7 y 9-13        |
| DKR Engineering                       | Kawasaki    | Kawasaki ZX-6R      | P   | 89  | Osvaldo Queiroz      | 1                 |
| BWT Mücke Motorsport                  | KTM         | KTM CW 600          | P   | 62  | Francisco Vélez      | Todas             |
| Overdrive Racing                      | Kawasaki    | Kawasaki ZX-6R      | P   | 83  | Nílson Patrone       | 1-7 y 9-13        |
| Overdrive Racing                      | Kawasaki    | Kawasaki ZX-6R      | P   | 97  | Luiz Cirinoalan      | 2-13              |
| Overdrive Racing                      | Kawasaki    | Kawasaki ZX-6R      | P   | 77  | Simón Tomás          | 1                 |
| Team Piro Sports Toyota Lambeng       | Yamaha      | Yamaha YZF-R6       | P   | 16  | Ariel Gómez          | 1-7 y 9-13        |
| FK Performance Motorsport             | Suzuki      | Suzuki GSX-R600     | P   | 33  | Luca Iannaccone      | 1 y 3-13          |
| FK Performance Motorsport             | Suzuki      | Suzuki GSX-R600     | P   | 95  | Daniel Dias          | 1-6 y 8           |
| Allied-Racing                         | Triumph     | Triumph Daytona 675 | P   | 65  | Maximilian Hackl     | 1-4, 6-9 y 13     |
| AVIA W&S Motorsport                   | Honda       | Honda CBR600RR      | P   | 98  | Nicolai Sylvest      | 6 y 8             |
| AVIA W&S Motorsport                   | Honda       | Honda CBR600RR      | P   | 41  | Benjamin González    | 1-2, 6-7 y 9-13   |
| Walkenhorst Motorsport                | Kawasaki    | Kawasaki ZX-6R      | P   | 84  | Sam MacLeod          | 1-5 y 12          |
| Walkenhorst Motorsport                | Kawasaki    | Kawasaki ZX-6R      | P   | 21  | Giorgio Ribaudo      | 1-2 y 13          |
| East-Racing Motorsport                | Honda       | Honda CBR600RR      | P   | 25  | Ivan Bellarosa       | 1 y 12            |
| East-Racing Motorsport                | Honda       | Honda CBR600RR      | P   | 45  | Marcus Bassetti      | 1 y 10-11         |
| Project 1                             | Kawasaki    | Kawasaki ZX-6R      | P   | 50  | André Baptista       | 3-5               |
| Roma Racing by BMW Team Van Der Horst | BMW         | BMW S600RR          | P   | 63  | Sílvio Baptista      | 1-2               |
| Roma Racing by BMW Team Van Der Horst | BMW         | BMW S600RR          | P   | 73  | Leandro Henrique     | 1                 |
| ME-Motorsport                         | BMW         | BMW S600RR          | P   | 67  | Eric Férrer          | 1                 |

| Leyenda             |
| ------------------- |
| Piloto regular      |
| Piloto invitado     |
| Piloto de reemplazo |

### Supersport EVO
| Equipo                                         | Constructor | Moto                 | Neu | No. | Piloto                | Rondas            |
| ---------------------------------------------- | ----------- | -------------------- | --- | --- | --------------------- | ----------------- |
| Orlen Honda Racing                             | Honda       | Honda CBR600RR       | P   | 23  | Gabriel Kannermann    | Todas             |
| Orlen Honda Racing                             | Honda       | Honda CBR600RR       | P   | 21  | Lucas Langoni         | 1-12              |
| M-Sport WRT                                    | Yamaha      | Yamaha YZF-R6        | P   | 53  | Ângelo Krauss         | Todas             |
| X-Raid Mini JCW Team                           | Gas Gas     | GasGas GS 600        | P   | 47  | César Heua            | 1-6 y 8-13        |
| X-Raid Mini JCW Team                           | Gas Gas     | GasGas GS 600        | P   | 94  | Ademar Ribeiro        | 1-10 y 12         |
| Overdrive Racing                               | Yamaha      | Yamaha YZF-R6        | P   | 24  | Gustavo Ferlin        | 1-12              |
| Overdrive Racing                               | Yamaha      | Yamaha YZF-R6        | P   | 75  | Carlos Quintas        | Todas             |
| Lairson Mello                                  | Yamaha      | Yamaha YZF-R6        | P   | 14  | Lairson Mello         | 1-2 y 4-13        |
| CV Performance Group                           | Husqvarna   | Husqvarna TS 600     | P   | 43  | Pablo Mourão          | 2-13              |
| CV Performance Group                           | Husqvarna   | Husqvarna TS 600     | P   | 13  | Wolmir Aguiar         | Todas             |
| BCMC Motorsport powered by EastSide Motorsport | Honda       | Honda CBR600RR       | P   | 55  | Renato Gasparim       | Todas             |
| BCMC Motorsport powered by EastSide Motorsport | Honda       | Honda CBR600RR       | P   | 10  | Alexandre Schlegel    | Todas             |
| BCMC Motorsport powered by EastSide Motorsport | Honda       | Honda CBR600RR       | P   | 39  | Marco Andreotti       | 13                |
| Wimmer Werk Motorsport                         | Beta        | Beta EVO 600         | P   | 99  | Alan Medeiros         | 1-12              |
| Wimmer Werk Motorsport                         | Beta        | Beta EVO 600         | P   | 59  | Mário Seto            | 1-2, 4, 7 y 9     |
| EastSide Motorsport                            | Yamaha      | Yamaha YZF-R6        | P   | 2   | Ederlei Lemes         | 1-2 y 4-12        |
| PROsport Racing                                | Kawasaki    | Kawasaki ZX-6R       | P   | 67  | Aaron Molina          | Todas             |
| Dörr Motorsport                                | KTM         | KTM CW 600           | P   | 1   | Laércio Souza         | Todas             |
| Dörr Motorsport                                | KTM         | KTM CW 600           | P   | 80  | Luciana Müller        | 1-3 y 6           |
| Team Joos by RACEmotion                        | Kawasaki    | Kawasaki ZX-6R       | P   | 11  | Kelly Cavalcanti      | 1-5 y 9-13        |
| Schnitzelalm Racing                            | Gas Gas     | GasGas GS 600        | P   | 28  | Filippo Melegoni      | 8-13              |
| Liqui Moly Team Engstler                       | Kawasaki    | Kawasaki ZX-6R       | P   | 84  | Giuliano Turetta      | 11-13             |
| Liqui Moly Team Engstler                       | Kawasaki    | Kawasaki ZX-6R       | P   | 29  | Mateus Cordeiro Maluf | 3                 |
| Haupt Racing Team                              | Yamaha      | Yamaha YZF-R6        | P   | 57  | Diego Xavier          | 1-2 y 4-13        |
| Haupt Racing Team                              | Yamaha      | Yamaha YZF-R6        | P   | 19  | Celino Fertrin        | 1, 9-10 y 12      |
| Primus Racing                                  | KTM         | KTM CW 600           | P   | 90  | Caíque Andrade        | 1-2, 4-5 y 10-13  |
| Primus Racing                                  | KTM         | KTM CW 600           | P   | 66  | Paulo Gollner         | 1-2 y 4-12        |
| SRS Team Sorg Rennsport                        | Honda       | Honda CBR600RR       | P   | 4   | Werner Xavier         | 4-6 y 9-12        |
| SRS Team Sorg Rennsport                        | Honda       | Honda CBR600RR       | P   | 54  | Kléber Machado        | 4-6 y 9-12        |
| SK Racing                                      | Fantic      | Fantic Caballero 600 | P   | 95  | Paulo Janke           | 2, 4-5, 9-11 y 13 |
| Aikoa Racing                                   | Honda       | Honda CBR600RR       | P   | 27  | José Antônio Misuta   | 4-11              |
| Aikoa Racing                                   | Honda       | Honda CBR600RR       | P   | 62  | Luiz Mazanek          | 6                 |
| Bas Koeten Racing                              | Husqvarna   | Husqvarna TS 600     | P   | 81  | Ernani Molina         | 7                 |
| Rail Equip by Totcar Sport                     | Yamaha      | Yamaha YZF-R6        | P   | 69  | Marcus Ganter         | 7-10              |
| Rail Equip by Totcar Sport                     | Yamaha      | Yamaha YZF-R6        | P   | 45  | João Bueno            | 13                |
| Wolf-Power Racing                              | Suzuki      | Suzuki GSX-R600      | P   | 34  | Edílson Barbosa       | 3                 |
| Wolf-Power Racing                              | Suzuki      | Suzuki GSX-R600      | P   | 22  | Vandecy Dutra         | 3                 |
| Holmgaard Motorsport                           | Gas Gas     | GasGas GS 600        | P   | 74  | Luciano Markiano      | 13                |
| Holmgaard Motorsport                           | Gas Gas     | GasGas GS 600        | P   | 8   | João Guilherme Santos | 13                |
| Herberth Motorsport                            | KTM         | KTM CW 600           | P   | 63  | Fabiano Camillo       | 3                 |
| Herberth Motorsport                            | KTM         | KTM CW 600           | P   | 38  | Joelson Silva         | 12                |
| Herberth Motorsport                            | KTM         | KTM CW 600           | P   | 70  | Jackson Prestes       | 2 y 7             |
| Herberth Motorsport                            | KTM         | KTM CW 600           | P   | 25  | George Sousa          | 12                |
| TCL Motorsport by AR Performance               | Honda       | Honda CBR600RR       | P   | 31  | Algacir Ramos         | 2, 5, 7 y 9       |
| Autorlando Sport                               | Husqvarna   | Husqvarna TS 600     | P   | 58  | Sebastián Villa       | 1-2 y 8-9         |
| Autorlando Sport                               | Husqvarna   | Husqvarna TS 600     | P   | 65  | Fernando Braga        | 12                |
| Autorlando Sport                               | Husqvarna   | Husqvarna TS 600     | P   | 96  | Sérgio Andrekowicz    | 3                 |
| Senkyr Motorsport                              | Yamaha      | Yamaha YZF-R6        | P   | 86  | Hilan Oliveira        | 2 y 11            |
| Senkyr Motorsport                              | Yamaha      | Yamaha YZF-R6        | P   | 3   | Renan Barragan        | 3                 |
| Senkyr Motorsport                              | Yamaha      | Yamaha YZF-R6        | P   | 77  | Bruno Esmanhoto       | 3                 |
| Senkyr Motorsport                              | Yamaha      | Yamaha YZF-R6        | P   | 15  | Nélson Pedroso        | 11                |
| Simpson Motorsport                             | KTM         | KTM CW 600           | P   | 91  | Marcelo Soares        | 4                 |
| Bonk Motorsport                                | Yamaha      | Yamaha YZF-R6        | P   | 9   | Fernando Tanuri       | 11                |
| Lionspeed GP by SRS Team Sorg Rennsport        | Gas Gas     | GasGas GS 600        | P   | 82  | Adriel Prestes        | 10                |
| Lionspeed GP by SRS Team Sorg Rennsport        | Gas Gas     | GasGas GS 600        | P   | 32  | Rodney Trevisan       | 3                 |
| Team ACP - Tangerine Associates                | KTM         | KTM CW 600           | P   | 98  | Vicente Marcelino     | 10                |
| PCR Sport                                      | KTM         | KTM CW 600           | P   | 61  | Fernando Laranjeira   | 12                |
| PCR Sport                                      | KTM         | KTM CW 600           | P   | 88  | Rogério Silva         | 3                 |
| Buggyra ZM Racing                              | KTM         | KTM CW 600           | P   | 83  | Márcio Alencar        | 7                 |
| Xwift Racing Events                            | Gas Gas     | GasGas GS 600        | P   | 41  | Beto Ignácio          | 11                |
| Xwift Racing Events                            | Gas Gas     | GasGas GS 600        | P   | 36  | Osvaldo Biavatti      | 3                 |
| GSR Motorsport                                 | Yamaha      | Yamaha YZF-R6        | P   | 16  | Uriel Andrade         | 3                 |
| GSR Motorsport                                 | Yamaha      | Yamaha YZF-R6        | P   | 30  | Amaury Castanho       | 7                 |
| Atlas BX Motorsports                           | Honda       | Honda CBR600RR       | P   | 18  | Sandro Lopes          | 11                |
| Atlas BX Motorsports                           | Honda       | Honda CBR600RR       | P   | 76  | Reginaldo Santos      | 2                 |
| Baltic Racing                                  | Suzuki      | Suzuki GSX-R600      | P   | 72  | Oliboni Monteiro      | 12                |
| MRS-GT Racing                                  | Husqvarna   | Husqvarna TS 600     | P   | 48  | Cristiano Mello       | 3                 |
| MRS-GT Racing                                  | Husqvarna   | Husqvarna TS 600     | P   | 92  | Francisco Kalluf      | 11                |
| Neuhofer Rennsport                             | Kawasaki    | Kawasaki ZX-6R       | P   | 89  | Sebastião Barauce     | 7                 |
| EST1 Racing                                    | Husqvarna   | Husqvarna TS 600     | P   | 7   | Adrialdo Dinarte      | 12                |
| Speed Lover                                    | KTM         | KTM CW 600           | P   | 52  | Elias Reis            | 2                 |
| Ebimotors                                      | Kawasaki    | Kawasaki ZX-6R       | P   | 44  | Amanda Anciutti       | 12                |
| Willi Motorsport by Ebimotors                  | Yamaha      | Yamaha YZF-R6        | P   | 71  | Éverton Totti         | 10                |
| Willi Motorsport by Ebimotors                  | Yamaha      | Yamaha YZF-R6        | P   | 17  | Evandro Goulart       | 1                 |

| Leyenda             |
| ------------------- |
| Piloto regular      |
| Piloto invitado     |
| Piloto de reemplazo |

### Copa Kawasaki Ninja 250 PRO
| Equipo                          | Constructor | Moto                | Neu | No. | Piloto                   | Rondas          |
| ------------------------------- | ----------- | ------------------- | --- | --- | ------------------------ | --------------- |
| Q1 Trackracing                  | Kawasaki    | Kawasaki Ninja 250R | P   | 33  | Carlos Mendoza           | 1 y 5-8         |
| D'Station Racing                | Kawasaki    | Kawasaki Ninja 250R | P   | 42  | Dionísio Casarini Filho  | Todas           |
| D'Station Racing                | Kawasaki    | Kawasaki Ninja 250R | P   | 61  | André Luís Paiato        | Todas           |
| Vector Sport                    | Kawasaki    | Kawasaki Ninja 250R | P   | 93  | Maurício Prado           | Todas           |
| Vector Sport                    | Kawasaki    | Kawasaki Ninja 250R | P   | 25  | Sandro Paganelli         | Todas           |
| NKPP by HRT Performance         | Kawasaki    | Kawasaki Ninja 250R | P   | 38  | Ricardo Mangolini        | 1, 4 y 6-8      |
| ORT Racing                      | Kawasaki    | Kawasaki Ninja 250R | P   | 85  | Ricieri Luvizotto        | 1, 3-8 y 10-13  |
| ORT Racing                      | Kawasaki    | Kawasaki Ninja 250R | P   | 78  | Miguel Solorza           | 1               |
| Rabdan Motorsport               | Kawasaki    | Kawasaki Ninja 250R | P   | 99  | Matheus Oliveira Dias    | Todas           |
| Rabdan Motorsport               | Kawasaki    | Kawasaki Ninja 250R | P   | 82  | Rodrigo Machado          | 2-3 y 9-13      |
| PK Carsport                     | Kawasaki    | Kawasaki Ninja 250R | P   | 35  | Gustavo Carreira         | Todas           |
| PK Carsport                     | Kawasaki    | Kawasaki Ninja 250R | P   | 62  | Rúben García             | 1 y 5           |
| Enrico Fulgenzi Racing          | Kawasaki    | Kawasaki Ninja 250R | P   | 59  | Sérgio Augustus Silva    | Todas           |
| Enrico Fulgenzi Racing          | Kawasaki    | Kawasaki Ninja 250R | P   | 49  | Marcos Poletto Alves     | 1, 4, 8 y 13    |
| Black Falcon Team TEXTAR        | Kawasaki    | Kawasaki Ninja 250R | P   | 91  | Douglas Figueiredo       | Todas           |
| Black Falcon Team TEXTAR        | Kawasaki    | Kawasaki Ninja 250R | P   | 97  | Mateus Pereira           | 8 y 13          |
| Black Falcon Team TEXTAR        | Kawasaki    | Kawasaki Ninja 250R | P   | 74  | Dárcio Casarini          | 2, 4, 8 y 13    |
| Orchid Racing Team              | Kawasaki    | Kawasaki Ninja 250R | P   | 26  | Douglas Pereira          | 1 y 5-8         |
| Orchid Racing Team              | Kawasaki    | Kawasaki Ninja 250R | P   | 66  | André Adriani            | 13              |
| Centri Autosport                | Kawasaki    | Kawasaki Ninja 250R | P   | 73  | Thiago Cosme Volpato     | 1-4 y 8-13      |
| Red Camel-Jordans.nl            | Kawasaki    | Kawasaki Ninja 250R | P   | 20  | Alex Schultz             | 2-5 y 8-13      |
| Red Camel-Jordans.nl            | Kawasaki    | Kawasaki Ninja 250R | P   | 47  | Gabriel Garbuio Peralta  | 1-12            |
| SebLajoux Racing by DUWO Racing | Kawasaki    | Kawasaki Ninja 250R | P   | 81  | José Augusto de Carvalho | Todas           |
| SebLajoux Racing by DUWO Racing | Kawasaki    | Kawasaki Ninja 250R | P   | 90  | Bruno Nabucco Caldas     | 1 y 4-8 y 13    |
| RPM Racing                      | Kawasaki    | Kawasaki Ninja 250R | P   | 41  | Giuliano Casarini        | 1-2 y 4-12      |
| Richardson Racing               | Kawasaki    | Kawasaki Ninja 250R | P   | 11  | David Daniel Minho       | 2-5 y 9-13      |
| Red Ant Racing                  | Kawasaki    | Kawasaki Ninja 250R | P   | 32  | Paulo Cury               | Todas           |
| Red Ant Racing                  | Kawasaki    | Kawasaki Ninja 250R | P   | 51  | Carlos Augusto Andrade   | 1-4 y 8-13      |
| VDS Racing Adventures           | Kawasaki    | Kawasaki Ninja 250R | P   | 70  | Eduardo Medrado Masini   | 1-2, 4-7 y 9-12 |
| PB Racing                       | Kawasaki    | Kawasaki Ninja 250R | P   | 52  | Bruno Yukihara           | 2, 4 y 8-13     |
| PB Racing                       | Kawasaki    | Kawasaki Ninja 250R | P   | 83  | Luís Aguinaldo Genari    | 1, 4, 6-8 y 13  |
| PB Racing                       | Kawasaki    | Kawasaki Ninja 250R | P   | 55  | Cuca Ayres               | 3, 8 y 13       |
| RD Signs – Siauliai Racing Team | Kawasaki    | Kawasaki Ninja 250R | P   | 79  | Aluísio de Sanctis Pavan | 3-4 y 8         |

| Leyenda             |
| ------------------- |
| Piloto regular      |
| Piloto invitado     |
| Piloto de reemplazo |

### Classic 135cc
| Equipo                    | Constructor | Moto                   | Neu | No. | Piloto                    | Rondas         |
| ------------------------- | ----------- | ---------------------- | --- | --- | ------------------------- | -------------- |
| Project-1 Racing          | Honda       | Honda CB Shine SP      | P   | 47  | Rodrigo Cezar Mayer       | Todas          |
| GR Racing                 | Kawasaki    | Kawasaki Rouser 135 LS | P   | 56  | Murilo Ribeiro            | 1-2, 4 y 8-13  |
| 9und11 Racing             | Suzuki      | Suzuki Gixxer SF       | P   | 36  | Henri Niskanen            | 9              |
| Iron Buell Racing         | Buell       | Buell XB12X 135        | P   | 54  | Maicon Fuser              | Todas          |
| Kessel Racing             | Gas Gas     | GasGas ED Drive        | P   | 60  | Ériko Melo                | Todas          |
| NorthWest AMR             | Yamaha      | Yamaha RD 135          | P   | 6   | Lucas Teodoro             | Todas          |
| NorthWest AMR             | Yamaha      | Yamaha RD 135          | P   | 53  | Pierre Biducci            | Todas          |
| Sirin Racing              | Honda       | Honda CB Shine SP      | P   | 20  | Adriano Ventura           | 2-3 y 6-8      |
| Sirin Racing              | Honda       | Honda CB Shine SP      | P   | 10  | Felipe Ortiz              | Todas          |
| NM Racing Team            | Suzuki      | Suzuki Gixxer SF       | P   | 38  | Lucas Braga               | Todas          |
| Razoon - More than Racing | Yamaha      | Yamaha RD 135          | P   | 33  | Ianina Zanazzi            | 1-7 y 9-13     |
| Razoon - More than Racing | Yamaha      | Yamaha RD 135          | P   | 29  | Gabriel Sebastián Quiroga | Todas          |
| Escuderia Faraon          | Yamaha      | Yamaha RD 135          | P   | 82  | Ricardo Baroni            | Todas          |
| Vortex Team               | Honda       | Honda CB Shine SP      | P   | 46  | Alberto Cañadas           | Todas          |
| Vortex Team               | Honda       | Honda CB Shine SP      | P   | 39  | Pedro Barral              | Todas          |
| Herberth Motorsport       | BMW         | BMW R135i              | P   | 68  | Guilhermo Faber           | 1-7, 9-11 y 13 |
| E2P Racing                | Kawasaki    | Kawasaki Rouser 135 LS | P   | 81  | Jorge Fernández           | 2-7 y 9-13     |
| E2P Racing                | Kawasaki    | Kawasaki Rouser 135 LS | P   | 88  | Marcelo Perillo           | 1 y 4-6        |
| AKKodis ASP Team          | Honda       | Honda CB Shine SP      | P   | 86  | Anthony Martin            | 1-6 y 10-12    |
| AKKodis ASP Team          | Honda       | Honda CB Shine SP      | P   | 9   | Aldo Festante             | 1, 3-4 y 7-9   |
| CP Racing                 | Triumph     | Triumph RS 135         | P   | 41  | Leonard Hoogenboom        | 1, 3-6 y 9-11  |
| CP Racing                 | Triumph     | Triumph RS 135         | P   | 84  | Fausto Grantón            | 1 y 3-5        |
| LS Group Performance      | Yamaha      | Yamaha RD 135          | P   | 98  | Javier González           | 1-6 y 10-13    |
| Juta Racing               | Gas Gas     | GasGas ED Drive        | P   | 74  | Dimas Sahium              | 1, 3-4 y 7     |
| Juta Racing               | Gas Gas     | GasGas ED Drive        | P   | 78  | Enzo Wenceslau            | 1 y 3          |
| JP Motorsport             | Honda       | Honda CB Shine SP      | P   | 96  | Robert Allaer             | 2, 8 y 12      |
| MP Racing                 | Honda       | Honda CB Shine SP      | P   | 15  | Camilo Molina             | 5 y 8          |
| MP Racing                 | Honda       | Honda CB Shine SP      | P   | 55  | Gilmar Barcellos          | 13             |
| Land Motorsport           | Yamaha      | Yamaha RD 135          | P   | 11  | Ricardo Vassmer           | 2, 9 y 12      |
| Land Motorsport           | Yamaha      | Yamaha RD 135          | P   | 1   | Rick Rosin                | 2              |
| Heart of Racing by SPS    | Kawasaki    | Kawasaki Rouser 135 LS | P   | 19  | Mário Salles              | 9 y 13         |
| Heart of Racing by SPS    | Kawasaki    | Kawasaki Rouser 135 LS | P   | 65  | Felipe Gonçalves          | 5 y 8-9        |
| Collection Motorsport     | Gas Gas     | GasGas ED Drive        | P   | 85  | Fabian Leyton             | 2              |
| Collection Motorsport     | Gas Gas     | GasGas ED Drive        | P   | 21  | Michael Duncalfe          | 2 y 13         |
| WTM by Rinaldi Racing     | Yamaha      | Yamaha RD 135          | P   | 37  | Marcelo Catori            | 1, 3, 9 y 13   |
| Modena Motorsports        | Kawasaki    | Kawasaki Rouser 135 LS | P   | 79  | Ricardo Hilário           | 10             |
| Ceccato Racing            | Yamaha      | Kawasaki Rouser 135 LS | P   | 92  | Patric Soares             | 3 y 8          |
| Ceccato Racing            | Yamaha      | Kawasaki Rouser 135 LS | P   | 43  | Federico Sabatini         | 8              |
| Ceccato Racing            | Yamaha      | Kawasaki Rouser 135 LS | P   | 7   | Ernesto Otero             | 8              |
| Hofor Racing              | Yamaha      | Yamaha RD 135          | P   | 57  | Wellington Garcia         | 5 y 11         |
| Hofor Racing              | Yamaha      | Yamaha RD 135          | P   | 5   | Rodrigo Magalhães         | 8              |
| Leipert Motorsport        | Gas Gas     | GasGas ED Drive        | P   | 69  | Jonathan Valentim         | 11             |
| Scherer Sport PHX         | Kawasaki    | Kawasaki Rouser 135 LS | P   | 26  | Fernando Madeiras         | 9              |

| Leyenda             |
| ------------------- |
| Piloto regular      |
| Piloto invitado     |
| Piloto de reemplazo |

## Resultados

### Superbike
| Ronda | Circuito                           | Fecha            | Pole Position                     | Vuelta rápida                     | Piloto ganador                    | Equipo ganador            | Constructor | Ref.   |
| ----- | ---------------------------------- | ---------------- | --------------------------------- | --------------------------------- | --------------------------------- | ------------------------- | ----------- | ------ |
| 1     | Grande Prêmio de São Paulo         | 21 de marzo      | Bruno Corano                      | Danilo Lewis                      | Bruno Corano                      | Elf Monster Energy Racing | BMW         | [ 15 ] |
| 2     | Grande Prêmio Chevrolet            | 4 de abril       | Alecsandre di Grandi              | Alecsandre di Grandi              | Alecsandre di Grandi              | Repsol Team               | Honda       | [ 16 ] |
| 3     | Grande Prêmio de Curitiba          | 2 de mayo        | Maycon Zandavalli                 | Maycon Zandavalli                 | Maycon Zandavalli                 | Target Racing             | Bimota      | [ 17 ] |
| 4     | Grande Prêmio TNT                  | 23 de mayo       | Danilo Lewis                      | Bruno Corano                      | Murilo Colatreli                  | Dia-Frag Racing           | Kawasaki    | [ 18 ] |
| 5     | Grande Prêmio Pirelli              | 27 de junio      | Diego Pretel                      | Newton Crespi "Cisso"             | Heber Pedrosa                     | Sport Plus Racing         | Gas Gas     | [ 19 ] |
| 6     | Grande Prêmio do Rio de Janeiro    | 18 de julio      | Sarin Carlesso                    | Danilo Lewis                      | Murilo Colatreli                  | Dia-Frag Racing           | Kawasaki    | [ 20 ] |
| 7     | Grande Prêmio Petrobrás            | 1 de agosto      | Alessandro Ferraz                 | Alessandro Ferraz                 | Alessandro Ferraz                 | Ultrapar Motorsport       | Yamaha      | [ 21 ] |
| 8     | Grande Prêmio Estrella Galicia     | 29 de agosto     | Bruno da Silva                    | Diego Pretel                      | Pierre Chofard                    | YPF Racing                | BMW         | [ 22 ] |
| 9     | Grande Prêmio HRC                  | 19 de septiembre | Danilo Lewis                      | Alan Douglas dos Santos           | Alan Douglas dos Santos           | Mobil Ituran Racing Team  | Kawasaki    | [ 23 ] |
| 10    | Grande Prêmio do Rio Grande do Sul | 26 de septiembre | Borja Gómez                       | Alan Douglas dos Santos           | José Luiz Teixeira Jr "Cachorrão" | Misano Racing Team        | Yamaha      | [ 24 ] |
| 11    | Grande Prêmio de Nova Santa Rita   | 10 de octubre    | Alan Douglas dos Santos           | Alan Douglas dos Santos           | Alan Douglas dos Santos           | Mobil Ituran Racing Team  | Kawasaki    | [ 25 ] |
| 12    | Grande Prêmio do Paraná            | 24 de octubre    | José Luiz Teixeira Jr "Cachorrão" | José Luiz Teixeira Jr "Cachorrão" | José Luiz Teixeira Jr "Cachorrão" | Misano Racing Team        | Yamaha      | [ 26 ] |
| 13    | Grande Prêmio de Interlagos        | 28 de noviembre  | Bruno Corano                      | Guilhermo Furlong                 | Bruno Corano                      | Elf Monster Energy Racing | BMW         | [ 27 ] |

### Superbike Light
| Ronda | Circuito                           | Fecha            | Pole Position            | Vuelta rápida           | Piloto ganador           | Equipo ganador              | Constructor | Ref.   |
| ----- | ---------------------------------- | ---------------- | ------------------------ | ----------------------- | ------------------------ | --------------------------- | ----------- | ------ |
| 1     | Grande Prêmio de São Paulo         | 21 de marzo      | Luís Henrique Torrezani  | Luís Henrique Torrezani | Júlio César Parra        | Special ONE Racing          | Triumph     | [ 28 ] |
| 2     | Grande Prêmio Chevrolet            | 4 de abril       | Newton Patrício          | Fábio Adas              | Fábio Adas               | World RX Team               | Ducati      | [ 29 ] |
| 3     | Grande Prêmio de Curitiba          | 2 de mayo        | Sérgio de Laurentys      | Luís Henrique Torrezani | Newton Patrício          | Equipment Dealer Team       | BMW         | [ 30 ] |
| 4     | Grande Prêmio TNT                  | 23 de mayo       | Newton Patrício          | Newton Patrício         | Newton Patrício          | Equipment Dealer Team       | BMW         | [ 31 ] |
| 5     | Grande Prêmio Pirelli              | 27 de junio      | Luís Henrique Torrezani  | Luís Henrique Torrezani | Luís Henrique Torrezani  | Equipment Dealer Team       | BMW         | [ 32 ] |
| 6     | Grande Prêmio do Rio de Janeiro    | 18 de julio      | Newton Patrício          | Reinaldo Salles Jr      | Newton Patrício          | Equipment Dealer Team       | BMW         | [ 33 ] |
| 7     | Grande Prêmio Petrobrás            | 1 de agosto      | André Ribeiro            | Luiz Garcia Jr          | Reinaldo Salles Jr       | Century Racing Factory Team | Ducati      | [ 34 ] |
| 8     | Grande Prêmio Estrella Galicia     | 29 de agosto     | Newton Patrício          | Newton Patrício         | Newton Patrício          | Equipment Dealer Team       | BMW         | [ 35 ] |
| 9     | Grande Prêmio HRC                  | 19 de septiembre | Luís Henrique Torrezani  | Luís Henrique Torrezani | Luís Henrique Torrezani  | Equipment Dealer Team       | BMW         | [ 36 ] |
| 10    | Grande Prêmio do Rio Grande do Sul | 26 de septiembre | Édson Vander de Oliveira | Fernando Rama           | Édson Vander de Oliveira | BAIC ORV                    | KTM         | [ 37 ] |
| 11    | Grande Prêmio de Nova Santa Rita   | 10 de octubre    | Luís Henrique Torrezani  | Luís Henrique Torrezani | Newton Patrício          | Equipment Dealer Team       | BMW         | [ 38 ] |
| 12    | Grande Prêmio do Paraná            | 24 de octubre    | Júlio César Parra        | Newton Patrício         | Édson Vander de Oliveira | BAIC ORV                    | KTM         | [ 39 ] |
| 13    | Grande Prêmio de Interlagos        | 28 de noviembre  | Niko Palhares            | Ricardo Ferrando        | Júlio César Parra        | Special ONE Racing          | Triumph     | [ 40 ] |

### Supersport 600
| Ronda | Circuito                           | Fecha            | Pole Position     | Vuelta rápida     | Piloto ganador    | Equipo ganador               | Constructor | Ref.   |
| ----- | ---------------------------------- | ---------------- | ----------------- | ----------------- | ----------------- | ---------------------------- | ----------- | ------ |
| 1     | Grande Prêmio de São Paulo         | 21 de marzo      | Thales Monteiro   | Thales Monteiro   | Thales Monteiro   | Yamaha Monster Energy Racing | Yamaha      | [ 41 ] |
| 2     | Grande Prêmio Chevrolet            | 4 de abril       | Thales Monteiro   | Thales Monteiro   | Thales Monteiro   | Yamaha Monster Energy Racing | Yamaha      | [ 42 ] |
| 3     | Grande Prêmio de Curitiba          | 2 de mayo        | Mauro Thomassini  | Mauro Thomassini  | Marcos Nishimoto  | GringaMX Racing              | Gas Gas     | [ 43 ] |
| 4     | Grande Prêmio TNT                  | 23 de mayo       | Danilo Lewis      | Danilo Lewis      | Danilo Lewis      | Wolf Connection Racing       | Honda       | [ 44 ] |
| 5     | Grande Prêmio Pirelli              | 27 de junio      | Danilo Lewis      | Danilo Lewis      | Ricardo Fernandes | Andrioli Racing              | Kawasaki    | [ 45 ] |
| 6     | Grande Prêmio do Rio de Janeiro    | 18 de julio      | Thales Monteiro   | Renan Alves       | Thales Monteiro   | Yamaha Monster Energy Racing | Yamaha      | [ 46 ] |
| 7     | Grande Prêmio Petrobrás            | 1 de agosto      | Ricardo Fernandes | Ricardo Fernandes | Mauro Thomassini  | Wolf Connection Racing       | Honda       | [ 47 ] |
| 8     | Grande Prêmio Estrella Galicia     | 29 de agosto     | Thales Monteiro   | Thales Monteiro   | Thales Monteiro   | Yamaha Monster Energy Racing | Yamaha      | [ 48 ] |
| 9     | Grande Prêmio HRC                  | 19 de septiembre | Nahuel Santamaría | Thales Monteiro   | Thales Monteiro   | Yamaha Monster Energy Racing | Yamaha      | [ 49 ] |
| 10    | Grande Prêmio do Rio Grande do Sul | 26 de septiembre | Danilo Lewis      | Danilo Lewis      | Danilo Lewis      | Wolf Connection Racing       | Honda       | [ 50 ] |
| 11    | Grande Prêmio de Nova Santa Rita   | 10 de octubre    | William da Costa  | Pedro Sala        | William da Costa  | Alfa Associação              | BMW         | [ 51 ] |
| 12    | Grande Prêmio do Paraná            | 24 de octubre    | Danilo Lewis      | Danilo Lewis      | Thales Monteiro   | Yamaha Monster Energy Racing | Yamaha      | [ 52 ] |
| 13    | Grande Prêmio de Interlagos        | 28 de noviembre  | Danilo Lewis      | Danilo Lewis      | Danilo Lewis      | Wolf Connection Racing       | Honda       | [ 53 ] |

### Supersport EVO
| Ronda | Circuito                           | Fecha            | Pole Position      | Vuelta rápida      | Piloto ganador     | Equipo ganador         | Constructor | Ref.   |
| ----- | ---------------------------------- | ---------------- | ------------------ | ------------------ | ------------------ | ---------------------- | ----------- | ------ |
| 1     | Grande Prêmio de São Paulo         | 21 de marzo      | Gabriel Kannermann | Gabriel Kannermann | Gabriel Kannermann | Orlen Honda Racing     | Honda       | [ 54 ] |
| 2     | Grande Prêmio Chevrolet            | 4 de abril       | Gabriel Kannermann | Gabriel Kannermann | César Heua         | X-Raid Mini JCW Team   | Gas Gas     | [ 55 ] |
| 3     | Grande Prêmio de Curitiba          | 2 de mayo        | Renato Gasparim    | Gabriel Kannermann | Gustavo Ferlin     | Overdrive Racing       | Yamaha      | [ 56 ] |
| 4     | Grande Prêmio TNT                  | 23 de mayo       | Gustavo Ferlin     | César Heua         | César Heua         | X-Raid Mini JCW Team   | Gas Gas     | [ 57 ] |
| 5     | Grande Prêmio Pirelli              | 27 de junio      | Gabriel Kannermann | Gabriel Kannermann | Gabriel Kannermann | Orlen Honda Racing     | Honda       | [ 58 ] |
| 6     | Grande Prêmio do Rio de Janeiro    | 18 de julio      | Ângelo Krauss      | Gabriel Kannermann | Gabriel Kannermann | Orlen Honda Racing     | Honda       | [ 59 ] |
| 7     | Grande Prêmio Petrobrás            | 1 de agosto      | Gabriel Kannermann | Gabriel Kannermann | Gabriel Kannermann | Orlen Honda Racing     | Honda       | [ 60 ] |
| 8     | Grande Prêmio Estrella Galicia     | 29 de agosto     | Ângelo Krauss      | Lairson Mello      | Lairson Mello      | Hanwei Motorsport Team | Yamaha      | [ 61 ] |
| 9     | Grande Prêmio HRC                  | 19 de septiembre | César Heua         | Carlos Quintas     | Gustavo Ferlin     | Overdrive Racing       | Yamaha      | [ 62 ] |
| 10    | Grande Prêmio do Rio Grande do Sul | 26 de septiembre | Ângelo Krauss      | Ângelo Krauss      | Ângelo Krauss      | M-Sport WRT            | Yamaha      | [ 63 ] |
| 11    | Grande Prêmio de Nova Santa Rita   | 10 de octubre    | Carlos Quintas     | Gustavo Ferlin     | Gabriel Kannermann | Orlen Honda Racing     | Honda       | [ 64 ] |
| 12    | Grande Prêmio do Paraná            | 24 de octubre    | Gustavo Ferlin     | Lucas Langoni      | Gustavo Ferlin     | Overdrive Racing       | Yamaha      | [ 65 ] |
| 13    | Grande Prêmio de Interlagos        | 28 de noviembre  | Gabriel Kannermann | Gabriel Kannermann | Gabriel Kannermann | Orlen Honda Racing     | Honda       | [ 66 ] |

### Copa Kawasaki Ninja 250 PRO
| Ronda | Circuito                           | Fecha            | Pole Position            | Vuelta rápida           | Piloto ganador          | Equipo ganador   | Constructor | Ref.   |
| ----- | ---------------------------------- | ---------------- | ------------------------ | ----------------------- | ----------------------- | ---------------- | ----------- | ------ |
| 1     | Grande Prêmio de São Paulo         | 21 de marzo      | Dionísio Casarini Filho  | Giuliano Casarini       | Maurício Prado          | Vector Sport     | Kawasaki    | [ 67 ] |
| 2     | Grande Prêmio Chevrolet            | 4 de abril       | Alex Schultz             | Dionísio Casarini Filho | Sandro Paganelli        | Vector Sport     | Kawasaki    | [ 68 ] |
| 3     | Grande Prêmio de Curitiba          | 2 de mayo        | Maurício Prado           | Sandro Paganelli        | Maurício Prado          | Vector Sport     | Kawasaki    | [ 69 ] |
| 4     | Grande Prêmio TNT                  | 23 de mayo       | Alex Schultz             | Matheus Oliveira Dias   | Ricieri Luvizotto       | ORT Racing       | Kawasaki    | [ 70 ] |
| 5     | Grande Prêmio Pirelli              | 27 de junio      | Maurício Prado           | Maurício Prado          | Maurício Prado          | Vector Sport     | Kawasaki    | [ 71 ] |
| 6     | Grande Prêmio do Rio de Janeiro    | 18 de julio      | Matheus Oliveira Dias    | Maurício Prado          | Maurício Prado          | Vector Sport     | Kawasaki    | [ 72 ] |
| 7     | Grande Prêmio Petrobrás            | 1 de agosto      | Maurício Prado           | Maurício Prado          | Maurício Prado          | Vector Sport     | Kawasaki    | [ 73 ] |
| 8     | Grande Prêmio Estrella Galicia     | 29 de agosto     | Gabriel Garbuio Peralta  | Gabriel Garbuio Peralta | Ricieri Luvizotto       | ORT Racing       | Kawasaki    | [ 74 ] |
| 9     | Grande Prêmio HRC                  | 19 de septiembre | Gabriel Garbuio Peralta  | Dionísio Casarini Filho | André Luís Paiato       | D'Station Racing | Kawasaki    | [ 75 ] |
| 10    | Grande Prêmio do Rio Grande do Sul | 26 de septiembre | Dionísio Casarini Filho  | Dionísio Casarini Filho | Dionísio Casarini Filho | D'Station Racing | Kawasaki    | [ 76 ] |
| 11    | Grande Prêmio de Nova Santa Rita   | 10 de octubre    | José Augusto de Carvalho | Alex Schultz            | André Luís Paiato       | D'Station Racing | Kawasaki    | [ 77 ] |
| 12    | Grande Prêmio do Paraná            | 24 de octubre    | Sandro Paganelli         | Dionísio Casarini Filho | Maurício Prado          | Vector Sport     | Kawasaki    | [ 78 ] |
| 13    | Grande Prêmio de Interlagos        | 28 de noviembre  | Dionísio Casarini Filho  | Douglas Figueiredo      | Sandro Paganelli        | Vector Sport     | Kawasaki    | [ 79 ] |

### Classic 135
| Ronda | Circuito                           | Fecha            | Pole Position             | Vuelta rápida       | Piloto ganador      | Equipo ganador    | Constructor | Ref.   |
| ----- | ---------------------------------- | ---------------- | ------------------------- | ------------------- | ------------------- | ----------------- | ----------- | ------ |
| 1     | Grande Prêmio de São Paulo         | 21 de marzo      | Rodrigo Cezar Mayer       | Rodrigo Cezar Mayer | Rodrigo Cezar Mayer | Project-1 Racing  | Honda       | [ 80 ] |
| 2     | Grande Prêmio Chevrolet            | 4 de abril       | Rodrigo Cezar Mayer       | Rodrigo Cezar Mayer | Rodrigo Cezar Mayer | Project-1 Racing  | Honda       | [ 81 ] |
| 3     | Grande Prêmio de Curitiba          | 2 de mayo        | Rodrigo Cezar Mayer       | Rodrigo Cezar Mayer | Rodrigo Cezar Mayer | Project-1 Racing  | Honda       | [ 82 ] |
| 4     | Grande Prêmio TNT                  | 23 de mayo       | Murilo Ribeiro            | Alberto Cañadas     | Murilo Ribeiro      | GR Racing         | Kawasaki    | [ 83 ] |
| 5     | Grande Prêmio Pirelli              | 27 de junio      | Lucas Braga               | Maicon Fuser        | Maicon Fuser        | Iron Buell Racing | Buell       | [ 84 ] |
| 6     | Grande Prêmio do Rio de Janeiro    | 18 de julio      | Maicon Fuser              | Maicon Fuser        | Maicon Fuser        | Iron Buell Racing | Buell       | [ 85 ] |
| 7     | Grande Prêmio Petrobrás            | 1 de agosto      | Ériko Melo                | Ériko Melo          | Adriano Ventura     | Sirin Racing      | Honda       | [ 86 ] |
| 8     | Grande Prêmio Estrella Galicia     | 29 de agosto     | Ériko Melo                | Ériko Melo          | Lucas Teodoro       | NorthWest AMR     | Yamaha      | [ 87 ] |
| 9     | Grande Prêmio HRC                  | 19 de septiembre | Gabriel Sebastián Quiroga | Ianina Zanazzi      | Murilo Ribeiro      | GR Racing         | Kawasaki    | [ 88 ] |
| 10    | Grande Prêmio do Rio Grande do Sul | 26 de septiembre | Ériko Melo                | Ériko Melo          | Ériko Melo          | Kessel Racing     | Gas Gas     | [ 89 ] |
| 11    | Grande Prêmio de Nova Santa Rita   | 10 de octubre    | Ériko Melo                | Ériko Melo          | Ériko Melo          | Kessel Racing     | Gas Gas     | [ 90 ] |
| 12    | Grande Prêmio do Paraná            | 24 de octubre    | Ériko Melo                | Ériko Melo          | Maicon Fuser        | Iron Buell Racing | Buell       | [ 91 ] |
| 13    | Grande Prêmio de Interlagos        | 28 de noviembre  | Ériko Melo                | Ériko Melo          | Ériko Melo          | Kessel Racing     | Gas Gas     | [ 92 ] |

## Clasificación
- Los desempates se decidirán por números de victorias, seguido por cantidad de segundos puestos, terceros, etc.; luego por posición de llegada en la carrera anterior; luego por sorteo aleatorio.[93][94]

### Superbike
| Icono | Categoría     |
| ----- | ------------- |
| PRO   | PRO           |
| MAS   | PRO Master    |
| PAM   | PRO AM        |
| PES   | PRO Estreante |

| Pos | Piloto                            | Moto     | Clase | SPO | CHE | CTB | TNT | PIR | RJO | PET | GAL | HRC | RGS | NSR | PAR | INT | Pts |
| --- | --------------------------------- | -------- | ----- | --- | --- | --- | --- | --- | --- | --- | --- | --- | --- | --- | --- | --- | --- |
| 1   | Murilo Colatreli                  | Kawasaki | PRO   | 2   | 2   | Ret | 1   | 2   | 1   | 9   | 5   | 7   | 2   | 10  | 4   | 5   | 225 |
| 2   | Bruno Corano                      | BMW      | PRO   | 1   | 4   | 2   | 6   | 12  | 7   | 17  | 2   | 11  | 25  | 2   | 2   | 1   | 208 |
| 3   | José Luiz Teixeira Jr "Cachorrão" | Yamaha   | PRO   | 11  | 5   | 4   | Ret | 6   | 3   | Ret | 13  | 17  | 1   | 4   | 1   | 9   | 171 |
| 4   | Alecsrande de Grandi              | Honda    | PRO   |     | 1   | 27  | 7   | 3   | 2   | 2   | Ret | 9   | 6   | 7   | 3   | Ret | 170 |
| 5   | Maycon Zandavalli                 | Bimota   | PRO   | 15  | 11  | 1   | 25  | 5   | 6   | 3   | 10  | 6   | 5   | 27  | 9   | 2   | 168 |
| 6   | Alan Douglas dos Santos           | Kawasaki | PES   | 3   | 15  | 7   | Ret | 24* | 10  | 11  | 7   | 1   | 7   | 3   | 20  | 6   | 150 |
| 7   | Alessandro Ferraz                 | Yamaha   | PES   | 8   | 6   | 24  | 22  | 4   | 16  | 1   | Ret | 10  | 4   | 12  | 6   | 4   | 147 |
| 8   | Newton Crespi "Cisso"             | Kawasaki | PRO   | 5   | 13  | 5   | 2   | 13  |     | 4   | 16  | 12  | 12  | 8   | 5   | 21  | 140 |
| 9   | Diego Pretel                      | Kawasaki | PAM   | 4   | Ret | 9   | 4   | DNS | 11  | DNS | 4   | 2   | 24  | 13  | 24  | 3   | 126 |
| 10  | Heber Pedrosa                     | Gas Gas  | PES   | 13  | 16  | 25  | 5   | 1   |     | 22  | Ret | 13  | 3   | 1   | 15  | 11  | 123 |
| 11  | Bruno da Silva                    | Ducati   | PRO   | 12  | 7   | 6   | 18  | Ret | 5   | 6   | Ret | 3   | 23  | Ret | 11  | 15  | 108 |
| 12  | Giovani Mocelin                   | Kawasaki | PAM   | 18  | 12  | 13  | 11  |     | 8   |     |     | 4   | 9   | 5   | 8   | 20  | 103 |
| 13  | Sarin Carlesso                    | Honda    | PRO   |     | 17  | 3   | 23  | 8   | 4   | 14  | 11  | 14  | 10  | 25  | 27† | 10  | 101 |
| 14  | Anderson Fernando "Danadinho"     | Kawasaki | PAM   |     | 8   | 15  | 16  | 20  | 14  | 5   | 5   | 18  | 11  | 11  | 13  | 17  | 99  |
| 15  | Rodrigo Schirmann                 | Triumph  | PES   | 6   | 21  | 8   | 10  | 16  | 12  | 7   | 17  | 15  | 13  | Ret | 25  | 7   | 98  |
| 16  | Danilo Lewis                      | BMW      | PRO   | 14  | 10  | 10  | 8   | 11  | 9   | 8   | 12  | 21  | Ret | NL  | Ret | 12  | 95  |
| 17  | Ricardo Pelosini                  | Suzuki   | PAM   | 9   | 18  | Ret | 3   | Ret | 13  | 23* | 15  | 5   | Ret | 6   | 28† | 13  | 88  |
| 18  | Pierre Chofard                    | BMW      | PRO   |     |     | 14  | 15  | 23  |     | 13  | 1   | 29  | 16  | 15  | 12  |     | 66  |
| 19  | Anderson Mocelin                  | Triumph  | PAM   |     | Ret | 11  | 9   | 15  | 15  | 10  |     | 30  | Ret | 14  | 7   | Ret | 66  |
| 20  | Fernando Ferraz                   | BMW      | PES   | 10  | 9   | 12  | 17  | Ret | Ret | 18  |     | 22  | 19  | 19  | 10  | 14  | 61  |
| 21  | Rodrigo Benedictis                | BMW      | PRO   |     | 3   | 28* | 13  | Ret | Ret | 15  |     | 19  | 14  | 9   | 26  | 19  | 57  |
| 22  | Pablo Martins                     | Kawasaki | PRO   | Ret |     | 19  | Ret | 10  |     | Ret | 3   | 16  | 18  | 17  | 16  | 18  | 53  |
| 23  | Fábio Adas                        | Yamaha   | PAM   | Ret | 20  | 22  | 24  | 18  |     | 12  | 6   | 20  | 15  | DSQ | Ret | 16  | 40  |
| 24  | Nélson Tomilheiro                 | Ducati   | PAM   |     |     |     |     |     | Ret |     |     | 8   | 8   |     |     | 8   | 39  |
| 25  | Ricardo Gornati                   | Triumph  | MAS   |     |     | 17  | 12  | 9   |     | 20  | 8   | 28  | Ret | 26  | Ret | 24† | 39  |
| 26  | Paulo Gabriel                     | Suzuki   | MAS   | 17  |     | 21  | 20  | 14  |     | Ret | 9   | 26  | Ret | 18  | 14  | Ret | 34  |
| 27  | Marcos Nishimoto                  | Honda    | PAM   | 7   | 19  |     |     | 7   | Ret | Ret | 18  | NC  |     |     |     | 23  | 33  |
| 28  | Pedro Gonçalves                   | Gas Gas  | PES   | 16  | 14  |     |     |     | 17  |     | 14  |     |     | NQ  |     | Ret | 23  |
| 29  | Sebastián Alarcón                 | Honda    | PES   | INF |     | 23  | 21  | 17  |     | 19  | DNS | 23  | 17  | 20  | 22  |     | 11  |
| 30  | David Loayza                      | Gas Gas  | MAS   |     |     | 16  | Ret | 21  |     | 25  |     | Les | Les | 24  | 17  |     | 9   |
| 31  | Borja Gómez                       | Honda    | MAS   | Ret |     |     |     | Ret |     | 21  |     | 24  | 20  | 16  | 18  |     | 9   |
| 32  | Guilhermo Furlong                 | Kawasaki | PES   |     |     | 20  | 26  | 22  |     | 16  | DSQ | 27  | 22  | 22  | 19  | 22  | 8   |
| 33  | Marcelo Varbaro                   | BMW      | MAS   | Ret | Ret | 26  | 14  |     |     |     |     | 25  | 21  | 21  | 21  | DSQ | 7   |
| 34  | Daniel Sterling                   | Honda    | MAS   |     |     | 18  | 19  |     |     | 24  |     |     |     | 23  | 23  | Ret | 5   |
| Pos | Piloto                            | Moto     | Clase | SPO | CHE | CTB | TNT | PIR | RJO | PET | GAL | HRC | RGS | NSR | PAR | INT | Pts |

| Color     | Resultado                                                               |
| --------- | ----------------------------------------------------------------------- |
| Oro       | Ganador                                                                 |
| Plata     | 2.ª plaza                                                               |
| Bronce    | 3.ª plaza                                                               |
| Verde     | Finalizó en los puntos                                                  |
| Azul      | Finalizó sin puntos                                                     |
| Azul      | NC - No clasificado                                                     |
| Violeta   | Ret - No terminó (Carrera)                                              |
| Rojo      | DNQ - No se clasificó                                                   |
| Negro     | DSQ - Descalificado                                                     |
| Blanco    | DNS - No empezó (carrera)                                               |
| Blanco    | WD - Retirado (fin de semana)                                           |
| Blanco    | C - Carrera cancelada                                                   |
| Sin color | DNP - Inscrito pero no participó                                        |
| Sin color | INJ - Lesionado                                                         |
| Sin color | EX - Excluido                                                           |
| Estado    | Resultado                                                               |
| Negrita   | Pole position                                                           |
| Cursiva   | Vuelta rápida                                                           |
| †         | Abandona, pero clasifica al completar el porcentaje requerido para ello |

### Campeonato de Constructores
| Pos. | Constructor | SPO | CHE | CTB | TNT | PIR | RJO | PET | GAL | HRC | RGS | NSR | PAR | INT | Pts. |
| ---- | ----------- | --- | --- | --- | --- | --- | --- | --- | --- | --- | --- | --- | --- | --- | ---- |
| 1    | Kawasaki    | 2   | 2   | 5   | 1   | 2   | 1   | 4   | 3   | 1   | 2   | 3   | 4   | 3   | 275  |
| 2    | BMW         | 1   | 3   | 2   | 6   | 11  | 7   | 8   | 1   | 11  | 14  | 2   | 2   | 1   | 230  |
| 3    | Yamaha      | 8   | 5   | 4   | 22  | 4   | 3   | 1   | 6   | 10  | 1   | 4   | 1   | 4   | 222  |
| 4    | Honda       | 7   | 1   | 3   | 7   | 3   | 2   | 2   | 11  | 9   | 6   | 7   | 3   | 10  | 219  |
| 5    | Bimota      | 15  | 11  | 1   | 25  | 5   | 6   | 3   | 10  | 6   | 5   | 27  | 9   | 2   | 168  |
| 6    | Gas Gas     | 13  | 14  | 16  | 5   | 1   | 17  | 22  | 14  | 13  | 3   | 1   | 15  | 11  | 141  |
| 7    | Triumph     | 6   | 21  | 8   | 9   | 9   | 12  | 7   | 8   | 15  | 13  | 14  | 7   | 7   | 137  |
| 8    | Ducati      | 12  | 7   | 6   | 18  | Ret | 5   | 6   | Ret | 3   | 8   | Ret | 11  | 8   | 128  |
| 9    | Suzuki      | 9   | 18  | 21  | 3   | 14  | 13  | 23* | 9   | 5   | Ret | 6   | 14  | 13  | 108  |
| Pos. | Constructor | SPO | CHE | CTB | TNT | PIR | RJO | PET | GAL | HRC | RGS | NSR | PAR | INT | Pts. |

### Superbike Light
| Icono | Categoría |
| ----- | --------- |
| PAM   | PRO AM    |
| TRI   | Triumph   |

| Pos | Piloto                   | Moto      | Clase | SPO | CHE | CTB | TNT | PIR  | RJO | PET | GAL | HRC | RGS | NSR | PAR | INT | Pts |
| --- | ------------------------ | --------- | ----- | --- | --- | --- | --- | ---- | --- | --- | --- | --- | --- | --- | --- | --- | --- |
| 1   | Newton Patrício          | BMW       | PAM   | 15  | Ret | 1   | 1   | 6    | 1   | 2   | 1   | 3   | 2   | 1   | 3   | 11  | 240 |
| 2   | Luís Henrique Torrezani  | BMW       | PAM   | 2   | 4   | 26  | 2   | 1    | 3   | 7   | 2   | 1   | 4   | 2   | 9   | 12  | 229 |
| 3   | Fábio Adas               | Ducati    | PAM   | 7   | 1   | 7   | 3   | Ret  | Ret | 3   | 4   | 10  | 8   | Ret | 2   | 5   | 173 |
| 4   | Sérgio de Laurentys      | Triumph   | TRI   | Ret | 2   | 2   | 8   | 5    | 5   | 10  | 13  |     | DNQ | 8   | 4   | 2   | 161 |
| 5   | Édson Vander de Oliveira | KTM       | PAM   | Ret | 3   | 21  | Ret | 2    | Ret | 4   | 3   | 7   | 1   | Ret | 1   | 14  | 151 |
| 6   | Júlio César Parra        | Triumph   | TRI   | 1   | 24  | 15  | 24  | 4    | Ret | 8   | 6   | 2   | Ret | Ret | 19  | 1   | 125 |
| 7   | Reinaldo Salles Jr       | Ducati    | PAM   | Ret | Ret | 5   | Ret | DNQ  | Ret | 1   | 5   | Ret | 3   | 3   | Ret | 3   | 117 |
| 8   | Eduar Merhy Neto         | KTM       | PAM   | 3   | 8   | 13  | 16  | 3    | Ret | Ret |     | 15  | 15  | 7   | 14  | 7   | 114 |
| 9   | Luiz Garcia Jr           | Triumph   | TRI   | 16  | 9   | 9   | Ret | DNPQ | 10  | 9   | 10  | 6   | 9   | 5   | Ret | 16  | 111 |
| 10  | André Ribeiro            | MV Agusta | PAM   | Ret | 5   | 14  | Ret | Ret  | 6   | Ret | Ret | 5   | 14  | 9   | 5   | 8   | 102 |
| 11  | Marcos Gueiros           | Ducati    | PAM   | 14  | 11  | 4   | 14  | 10   | DNQ | Ret | 7   | 18  | Ret | Ret | 7   | 10  | 95  |
| 12  | Ricardo Ferrando         | KTM       | PAM   | 11  | 6   | 3   | 12  | Ret  | Ret | 15  | 16  | Ret | 17  | 11  | Ret | 9   | 91  |
| 13  | Niko Palhares            | Triumph   | TRI   | Ret | Ret | 6   | 5   | DNPQ | 2   | Ret | 11  | Ret | 13  | Ret | Ret | 6   | 86  |
| 14  | José Córdova             | Triumph   | TRI   | Ret | Ret | Ret | 4   | Ret  | 4   | Ret |     | DNS | 12  | 4   | Ret | 4   | 81  |
| 15  | Fernando Rama            | Ducati    | PAM   | Ret | 19  | Ret | 7   | 9    | 7   | 5   | Ret | 4   | 19  | 19  |     | Ret | 80  |
| 16  | Diego Puyo               | Kawasaki  | PAM   | 4   | 10  |     |     |      |     | 12  | Ret | 13  | 10  | Ret | 12  | 12  | 75  |
| 17  | Rodrigo Carmo            | Triumph   | TRI   | Ret | 13  | 12  | 18  | 14   | Ret | 16  | 8   | 17  | 11  | 6   | Ret | Ret | 74  |
| 18  | Aluizio Coelho           | Triumph   | TRI   | 6   | 7   | Ret | 6   | 12   | 9   | Ret | Ret | Ret | DNQ | 13  | Ret | Ret | 73  |
| 19  | Ernani Judice            | Triumph   | TRI   | Ret | 15  | 8   | 13  | 13   | Ret | 14  | Ret | 19  | 16  | Ret | 10  | 22  | 60  |
| 20  | Roberto Xavier           | Buell     | PAM   | 5   | Ret | 11  | Ret | 15   | Ret | 13  | Ret | 8   | 20  |     |     | 18  | 57  |
| 21  | Mário Haberfeld          | Triumph   | TRI   | Ret | Ret | 10  | 11  | Ret  | Ret | 11  | Ret | 20  | 5   | 20  | 13  | Ret | 57  |
| 22  | Jorge Marteli            | BMW       | PAM   | 8   | Ret | 22  | 19  | Ret  | DNQ | 19  | 12  | 14  | 21  | 12  | 11  | DNS | 52  |
| 23  | Marcel Romanio           | BMW       | PAM   |     |     |     |     |      |     |     | 15  | 12  | 7   | Ret | 6   | Ret | 44  |
| 24  | Fábio Carbone            | Triumph   | TRI   | 10  | Ret | Ret | 15  | 11   | 8   |     |     |     |     |     |     |     | 40  |
| 25  | Pedro Salvador           | Ducati    | PAM   | Ret | 16  | 16  | 9   | Ret  | Ret | 6   |     | Ret | Ret | 18  | Ret | 17  | 34  |
| 26  | Robert Dahlgren          | BMW       | PAM   | 9   |     | 17  | 17  | 7    | Ret |     | Ret |     |     |     |     | Ret | 34  |
| 27  | Wanderson Freitas        | Honda     | PAM   | Ret | 12  | Ret | Ret | 16   | DNQ | 17  | 18  | Ret | DNQ | 17  | 17  | 20  | 30  |
| 28  | Stefan de Groot          | Honda     | PAM   | DNQ | 22  | Ret | Ret | Ret  | DNQ | 18  | Ret | 11  | 6   | Ret | Ret | Ret | 28  |
| 29  | Augustín Donatti         | Triumph   | TRI   | 13  | 18  | 20  | Ret | DNQ  | DNQ | Ret | Ret | Ret | 22  | Ret | 8   | 19  | 27  |
| 30  | Giovanni Gaetani         | BMW       | PAM   |     |     |     |     |      |     | 22  | 9   | 9   | 18  | Ret | Ret |     | 27  |
| 31  | Carlo Bendinelli         | Honda     | PAM   |     | Ret | 19  | 10  | 8    |     |     |     |     |     |     |     |     | 26  |
| 32  | Pablo Alves              | Honda     | PAM   | DNQ | Ret | 18  | 23  | DNPQ | DNQ | Ret | 17  | Ret | 25  | 10  | 16  | Ret | 23  |
| 33  | Ricardo Teodósio         | Triumph   | TRI   | DNQ | 14  | 27  | Ret | DNQ  |     | Ret | 14  | Ret |     |     |     | 15  | 20  |
| 34  | Richard Heidrich         | Triumph   | TRI   | Ret | 20  | Ret | Ret | DNPQ | DNQ | 20  | 19  | 16  | 24  | 16  | 18  |     | 17  |
| 35  | Renato Bicciato          | Triumph   | TRI   | DNQ | 17  | DNQ | Ret | Ret  | DNQ | 21  | DNQ | Ret | DNQ | 14  | Ret | Ret | 11  |
| 36  | Santino Ponce            | Triumph   | TRI   | 12  | 21  | Ret | 20  |      |     |     |     |     |     |     |     |     | 10  |
| 37  | Alberto Morelli          | MV Agusta | PAM   | DNQ | Ret | 25  | 22  | DNQ  | DNQ | Ret |     | 21  | DNQ | 15  | 22  | DSQ | 6   |
| 38  | Eduardo Lataro           | Triumph   | TRI   |     |     |     |     |      |     |     |     |     | 23  | Ret | 15  | 21  | 6   |
| 39  | Gustavo Magnabosco       | Triumph   | TRI   | DSQ | Ret | 23  | 21  | 18   | Ret |     |     |     |     |     |     |     | 3   |
| 40  | Fausto de Lucca          | MV Agusta | PAM   |     |     |     |     |      |     |     |     |     |     | 21  | 21  | 23  | 0   |
| 41  | Peter Ferter             | Triumph   | TRI   | DNQ |     | 24  |     |      |     |     |     |     |     |     |     |     | 0   |
| 42  | Gustavo Mascarenhas      | Triumph   | TRI   |     |     |     |     |      |     | Ret | DNQ | DNS |     |     |     |     | 0   |
| 43  | Juninho Berlanda         | Kawasaki  | PAM   |     |     |     |     |      |     |     |     |     |     |     | DNS |     | 0   |
| Pos | Piloto                   | Moto      | Clase | SPO | CHE | CTB | TNT | PIR  | RJO | PET | GAL | HRC | RGS | NSR | PAR | INT | Pts |

| Color     | Resultado                                                               |
| --------- | ----------------------------------------------------------------------- |
| Oro       | Ganador                                                                 |
| Plata     | 2.ª plaza                                                               |
| Bronce    | 3.ª plaza                                                               |
| Verde     | Finalizó en los puntos                                                  |
| Azul      | Finalizó sin puntos                                                     |
| Azul      | NC - No clasificado                                                     |
| Violeta   | Ret - No terminó (Carrera)                                              |
| Rojo      | DNQ - No se clasificó                                                   |
| Negro     | DSQ - Descalificado                                                     |
| Blanco    | DNS - No empezó (carrera)                                               |
| Blanco    | WD - Retirado (fin de semana)                                           |
| Blanco    | C - Carrera cancelada                                                   |
| Sin color | DNP - Inscrito pero no participó                                        |
| Sin color | INJ - Lesionado                                                         |
| Sin color | EX - Excluido                                                           |
| Estado    | Resultado                                                               |
| Negrita   | Pole position                                                           |
| Cursiva   | Vuelta rápida                                                           |
| †         | Abandona, pero clasifica al completar el porcentaje requerido para ello |

### Campeonato de Constructores
| Pos. | Constructor | SPO | CHE | CTB | TNT | PIR | RJO | PET | GAL | HRC | RGS | NSR | PAR | INT | Pts. |
| ---- | ----------- | --- | --- | --- | --- | --- | --- | --- | --- | --- | --- | --- | --- | --- | ---- |
| 1    | BMW         | 2   | 4   | 1   | 1   | 1   | 1   | 2   | 1   | 1   | 2   | 1   | 3   | 11  | 289  |
| 2    | Ducati      | 7   | 1   | 4   | 3   | 9   | 7   | 1   | 4   | 4   | 3   | 3   | 2   | 3   | 246  |
| 3    | Triumph     | 1   | 2   | 2   | 8   | 4   | 5   | 8   | 6   | 2   | Ret | 8   | 4   | 1   | 222  |
| 4    | KTM         | 3   | 3   | 3   | 12  | 2   | Ret | 4   | 3   | 7   | 1   | 7   | 1   | 7   | 221  |
| 5    | MV Agusta   | Ret | 5   | 14  | 22  | Ret | 6   | Ret | Ret | 5   | 14  | 9   | 5   | 8   | 102  |
| 6    | Honda       | Ret | 12  | 18  | 10  | 8   | DNQ | 17  | 17  | 11  | 6   | 10  | 16  | 20  | 86   |
| 7    | Kawasaki    | 4   | 10  |     |     |     |     | 12  | Ret | 13  | 10  | Ret | 12  | 12  | 75   |
| 8    | Buell       | 5   | Ret | 11  | Ret | 15  | Ret | 13  | Ret | 8   | 20  |     |     | 18  | 57   |
| Pos. | Constructor | SPO | CHE | CTB | TNT | PIR | RJO | PET | GAL | HRC | RGS | NSR | PAR | INT | Pts. |

### Supersport 600
| Icono | Categoría |
| ----- | --------- |
| PRO   | PRO       |
| PAM   | PRO AM    |
| STK   | Stock     |
| NKD   | Naked     |

| Pos | Piloto               | Moto     | Clase | SPO | CHE | CTB | TNT | PIR | RJO | PET | GAL | HRC | RGS | NSR | PAR | INT | Pts |
| --- | -------------------- | -------- | ----- | --- | --- | --- | --- | --- | --- | --- | --- | --- | --- | --- | --- | --- | --- |
| 1   | Thales Monteiro      | Yamaha   | PRO   | 1   | 1   | DSQ | Ret | Ret | 1   | 2   | 1   | 1   | 2   | 5   | 1   | Ret | 210 |
| 2   | Danilo Lewis         | Honda    | PRO   | Ret | 2   | Ret | 1   | Ret | 4   | 11  | 2   | 5   | 1   | DSQ | 3   | 1   | 183 |
| 3   | Mauro Thomassini     | Honda    | NKD   | 4   | 4   | 3   | 3   | Ret | 8   | 1   | 3   | 3   | 9   | 8   | EX  | Ret | 179 |
| 4   | William da Costa     | BMW      | NKD   | 5   | 3   | 4   | 12  | DNS | 2   | Ret | 4   | 4   | Ret | 1   | 2   | Ret | 168 |
| 5   | Renan Alves          | Kawasaki | NKD   | Ret | Ret | Ret | 7   | Ret | 5   | 3   | 5   | 2   | 8   | 2   | 4   | 10  | 152 |
| 6   | Pedro Sala           | Kawasaki | PAM   | Ret | 5   | 8   | 8   | 2   | 9   | Ret | 7   | 7   | 5   | Ret |     | 2   | 142 |
| 7   | Éber Gomes           | Kawasaki | PRO   | 2   | Ret | Ret | 9   | 5   | 7   | Ret | 19  | DSQ | 4   | 9   | 12  | 5   | 121 |
| 8   | Marcos Nishimoto     | Gas Gas  | PAM   | 13  |     | 1   | 2   | Ret | 3   | Ret | 6   | Ret | 6   | Ret | EX  | Ret | 105 |
| 9   | Ronaldo Caselli      | Kawasaki | PAM   | DNQ | 11  | Ret | 4   | Ret | 21  | 6   | 13  | Ret | 3   | 14  | 5   | 11  | 104 |
| 10  | Alessandro Fortunato | Suzuki   | STK   | 3   | 9   | Ret | Ret | Ret | Ret | 16  | 15  | 11  | Ret | Ret | 7   | 3   | 87  |
| 11  | Paulo Cocco          | Ducati   | PAM   | 6   | 6   | 15  | DNQ | 6   | 16  | 7   |     | 12  | Ret | 6   | 15  | Ret | 85  |
| 12  | Douglas Carvalho     | Suzuki   | PRO   | Ret | DNQ | 12  | 15  | 8   | Ret | 9   | 11  | DNQ | 13  | 3   | 22  | 15  | 84  |
| 13  | Ricardo Fernandes    | Kawasaki | STK   | Ret | Ret | Ret | 6   | 1   | 19  | Ret | 8   | Ret | 10  | Ret | 6   | Ret | 81  |
| 14  | Lucas de Angelis     | Gas Gas  | PRO   | Ret | 14  | 7   | 5   | Ret | Ret | 8   | Ret | Ret | Ret | 4   | 9   | DSQ | 80  |
| 15  | Marcelo Neves        | Ducati   | PRO   | 15  | 8   | DNQ |     | Ret | 6   | Ret | 10  | 17  | 7   |     | 8   | Ret | 77  |
| 16  | Daniel Martinari     | Yamaha   | PAM   | 10  | 16  | 5   | 11  | 3   | Ret |     | 9   |     |     |     |     |     | 74  |
| 17  | Carlos Asciutti      | Kawasaki | PAM   | DNQ | 13  | 10  | DNQ | Ret | 10  | 15  | NC  | 10  | 17  | 11  | 10  | Ret | 72  |
| 18  | Nahuel Santamaría    | Suzuki   | PAM   | 12  | DNQ | 6   | 13  | 4   | 13  |     | 17  | Ret |     |     | 14  | DNQ | 69  |
| 19  | Alexandre Peppe      | Suzuki   | PRO   | 9   | Ret | 11  | DNQ | DNQ | 18  | Ret | 23  | 14  | Ret | 13  | 11  | 4   | 68  |
| 20  | Diego Augusto Ricci  | BMW      | STK   | DNQ | 7   | 2   | Ret | Ret | 15  | DNS | 24  | Ret | 11  | 7   | Ret | Ret | 66  |
| 21  | Augusto de Freitas   | Buell    | STK   | Ret | 12  | EX  | 10  | Ret | DNQ | 5   | 14  | 6   | Ret | Ret | Ret | Ret | 58  |
| 22  | Andrés Méndez        | Suzuki   | STK   | 7   | DNQ | 16  | DNQ | DNQ | DNQ | DNQ | 18  | DNQ | 16  | DNQ | 17  | 6   | 41  |
| 23  | Sandro Siqueira      | Kawasaki | PAM   | DNQ |     | DNQ | DNQ | DNQ | 11  | 13  | 12  | 16  | 12  | Ret | Ret |     | 41  |
| 24  | Francisco Vélez      | KTM      | PRO   | DNQ | DNQ | DNQ | DNQ | DNQ | 17  | Ret | 16  | 9   | 15  | Ret | EX  | 8   | 40  |
| 25  | Nílson Patrone       | Kawasaki | NKD   | 11  | 15  | DNQ | DNQ | DNQ | DNQ | 14  |     | 18  | Ret | Ret | 16  | 12  | 40  |
| 26  | Ariel Gómez          | Yamaha   | PRO   | Ret | DNQ | 14  | Ret | Ret | Ret | 4   |     | Ret | Ret | Ret | 21  | 9   | 37  |
| 27  | Gonzalo Álvarez      | Suzuki   | NKD   | DNQ | DNQ | Ret | Ret | 9   | 14  | 12  |     | 13  | Ret |     |     |     | 36  |
| 28  | Luca Iannaccone      | Suzuki   | PAM   | DNQ |     | Ret | DNQ | 7   | DNQ | Ret | DNS | DNQ | 14  | Ret | Ret | 7   | 35  |
| 29  | Maximilian Hackl     | Triumph  | PRO   | 8   | DNQ | 13  | DNQ |     | DNQ | Ret | 22  | 8   |     |     |     | Ret | 34  |
| 30  | Luiz Cirinoalan      | Kawasaki | PRO   |     | 17  | DNQ | 14  | DNQ | DNQ | DNQ | Wth | 15  | DNQ | 10  | 18  | Ret | 31  |
| 31  | Daniel Dias          | Suzuki   | PAM   | Ret | 10  | 9   | Ret | Ret | 20  |     | 20  |     |     |     |     |     | 25  |
| 32  | Ricardo Ribeiro      | Kawasaki | NKD   | 14  | Ret | DNQ | DNQ | DNQ | DNQ | 17  |     | DNQ | DNQ | Ret | 19  | DNQ | 13  |
| 33  | Nicolai Sylvest      | Honda    | PRO   |     |     |     |     |     | 12  |     | 21  |     |     |     |     |     | 9   |
| 34  | Benjamin González    | Honda    | PAM   | DNQ | DNQ |     |     |     | DNQ | DNQ |     | DNQ | DNQ | 12  | DNQ | DNQ | 9   |
| 35  | Sam MacLeod          | Kawasaki | NKD   | Ret | DNQ | Ret | Ret | Ret |     |     |     |     |     |     | 13  |     | 8   |
| 36  | Ivan Bellarosa       | Honda    | PRO   | DNQ |     |     |     |     |     |     |     |     |     |     | 20  |     | 1   |
| 37  | Giorgio Ribaudo      | Kawasaki | STK   | DNQ | Ret |     |     |     |     |     |     |     |     |     |     | DNQ | 0   |
| 38  | Marcus Bassetti      | Honda    | PAM   | Ret |     |     |     |     |     |     |     |     | DNQ | DNQ |     |     | 0   |
| 39  | André Baptista       | Kawasaki | NKD   |     | DNS | DNQ | DNQ | DNQ |     |     |     |     |     |     |     |     | 0   |
| 40  | Sílvio Baptista      | BMW      | NKD   | DNQ | DNQ |     |     |     |     |     |     |     |     |     |     |     | 0   |
| 41  | Eric Férrer          | BMW      | NKD   | DNQ |     |     |     |     |     |     |     |     |     |     |     |     | 0   |
| 42  | Simón Tomás          | Kawasaki | PAM   | DNQ |     |     |     |     |     |     |     |     |     |     |     |     | 0   |
| 43  | Rafael Silva         | Buell    | PRO   |     | DNQ |     |     |     |     |     |     |     |     |     |     |     | 0   |
| 44  | Leandro Henrique     | BMW      | PAM   | DNQ |     |     |     |     |     |     |     |     |     |     |     |     | 0   |
| 45  | Osvaldo Queiroz      | Kawasaki | NKD   | DNQ |     |     |     |     |     |     |     |     |     |     |     |     | 0   |
| Pos | Piloto               | Moto     | Clase | SPO | CHE | CTB | TNT | PIR | RJO | PET | GAL | HRC | RGS | NSR | PAR | INT | Pts |

| Color     | Resultado                                                               |
| --------- | ----------------------------------------------------------------------- |
| Oro       | Ganador                                                                 |
| Plata     | 2.ª plaza                                                               |
| Bronce    | 3.ª plaza                                                               |
| Verde     | Finalizó en los puntos                                                  |
| Azul      | Finalizó sin puntos                                                     |
| Azul      | NC - No clasificado                                                     |
| Violeta   | Ret - No terminó (Carrera)                                              |
| Rojo      | DNQ - No se clasificó                                                   |
| Negro     | DSQ - Descalificado                                                     |
| Blanco    | DNS - No empezó (carrera)                                               |
| Blanco    | WD - Retirado (fin de semana)                                           |
| Blanco    | C - Carrera cancelada                                                   |
| Sin color | DNP - Inscrito pero no participó                                        |
| Sin color | INJ - Lesionado                                                         |
| Sin color | EX - Excluido                                                           |
| Estado    | Resultado                                                               |
| Negrita   | Pole position                                                           |
| Cursiva   | Vuelta rápida                                                           |
| †         | Abandona, pero clasifica al completar el porcentaje requerido para ello |

### Campeonato de Constructores
| Pos. | Constructor | SPO | CHE | CTB | TNT | PIR | RJO | PET | GAL | HRC | RGS | NSR | PAR | INT | Pts. |
| ---- | ----------- | --- | --- | --- | --- | --- | --- | --- | --- | --- | --- | --- | --- | --- | ---- |
| 1    | Honda       | 4   | 2   | 3   | 1   | Ret | 4   | 1   | 2   | 3   | 1   | 8   | 3   | 1   | 253  |
| 2    | Kawasaki    | 2   | 5   | 8   | 4   | 1   | 5   | 3   | 5   | 2   | 3   | 2   | 4   | 2   | 253  |
| 3    | Yamaha      | 1   | 1   | 5   | 11  | 3   | 1   | 2   | 1   | 1   | 2   | 5   | 1   | Ret | 246  |
| 4    | BMW         | 5   | 3   | 2   | 12  | Ret | 2   | Ret | 4   | 4   | 11  | 1   | 2   | Ret | 182  |
| 5    | Suzuki      | 3   | 9   | 6   | 13  | 4   | 13  | 9   | 11  | 11  | 13  | 3   | 7   | 3   | 175  |
| 6    | Gas Gas     | 13  | 14  | 1   | 2   | Ret | 3   | Ret | 6   | Ret | 6   | 4   | 9   | Ret | 144  |
| 7    | Ducati      | 6   | 6   | 15  | DNQ | 6   | 6   | 7   | 10  | 12  | 7   | 6   | 8   | Ret | 142  |
| 8    | Buell       | Ret | 12  | EX  | 10  | Ret | DNQ | 5   | 14  | 6   | Ret | Ret | Ret | Ret | 58   |
| 9    | KTM         | DNQ | DNQ | DNQ | DNQ | DNQ | 17  | Ret | 16  | 9   | 15  | Ret | EX  | 8   | 40   |
| Pos. | Constructor | SPO | CHE | CTB | TNT | PIR | RJO | PET | GAL | HRC | RGS | NSR | PAR | INT | Pts. |

### Supersport EVO
| Icono | Categoría |
| ----- | --------- |
| EVO   | EVO       |
| STK   | Stock     |

| Pos | Piloto                | Moto      | Clase | SPO | CHE | CTB | TNT | PIR | RJO | PET | GAL | HRC | RGS | NSR | PAR | INT | Pts |
| --- | --------------------- | --------- | ----- | --- | --- | --- | --- | --- | --- | --- | --- | --- | --- | --- | --- | --- | --- |
| 1   | Gabriel Kannermann    | Honda     | EVO   | 1   | 2   | 2   | 3   | 1   | 1   | 1   | 2   | 2   | 5   | 1   | 4   | 1   | 292 |
| 2   | Ângelo Krauss         | Yamaha    | EVO   | 2   | 4   | 3   | 5   | 5   | 7   | 2   | 4   | 11  | 1   | 3   | 2   | 12  | 232 |
| 3   | César Heua            | Gas Gas   | EVO   | 4   | 1   | 4   | 1   | 3   | 12  |     | 3   | 3   | 2   | 7   | 5   | 2   | 229 |
| 4   | Gustavo Ferlin        | Yamaha    | EVO   | 3   | 3   | 1   | 11  | 4   | 6   | 3   | 6   | 1   | 9   | DNS | 1   |     | 205 |
| 5   | Carlos Quintas        | Yamaha    | STK   | 9   | 17  | 8   | 4   | 2   | 5   | 8   | 8   | 5   | 12  | 10  | 3   | 4   | 185 |
| 6   | Pablo Mourão          | Husqvarna | EVO   |     | 10  | 6   | 7   | 17  | 2   | 5   | 9   | 9   | 11  | 2   | 7   | 7   | 166 |
| 7   | Renato Gasparim       | Honda     | EVO   | 20  | 5   | 15  | 6   | 11  | 3   | 6   | 16  | 6   | 7   | 5   | 17  | 3   | 158 |
| 8   | Wolmir Aguiar         | Husqvarna | EVO   | 7   | 7   | DNS | 2   | 8   | 8   | 9   | 5   | 4   | DNS | 17  | 15  | 15  | 138 |
| 9   | Lairson Mello         | Yamaha    | EVO   | 12  | 12  |     | 8   | 6   | 14  | 4   | 1   | 13  | 15  | 12  | Ret | 20  | 120 |
| 10  | Alan Medeiros         | Beta      | STK   | 10  | 9   | 7   | 9   | 7   | 9   | 7   | 10  | Ret | 6   | Ret | 16  |     | 120 |
| 11  | Ademar Ribeiro        | Gas Gas   | EVO   | 6   | 8   | 12  | 10  | 9   | 4   | Ret | 14  | 7   | Ret |     | 11  |     | 109 |
| 12  | Lucas Langoni         | Honda     | EVO   | 13  | 19  | 11  | 14  | 14  | 10  | 11  | 13  | 16  | 4   | 9   | Ret |     | 98  |
| 13  | Alexandre Schlegel    | Honda     | STK   | 17  | 13  | 10  | 15  | 10  | 19  | 13  | 22  | 12  | 22  | 8   | 10  | 6   | 98  |
| 14  | Ederlei Lemes         | Yamaha    | EVO   | 14  | 14  |     | Ret | 16  | 11  | 12  | 7   | 18  | 3   | 15  | 8   |     | 94  |
| 15  | Aaron Molina          | Kawasaki  | STK   | 11  | 16  | 14  | 12  | 18  | 13  | 10  | 17  | DNS | 8   | 13  | 13  | 14  | 93  |
| 16  | Laércio Souza         | KTM       | EVO   | Ret | 15  | 9   | 13  | 12  | 16  | 17  | 15  | Ret | 10  | 11  | 14  | 9   | 90  |
| 17  | Kelly Cavalcanti      | Kawasaki  | STK   | 5   | 11  | 13  | 18  | 15  |     |     |     | 14  | 13  | 14  | 19  | 10  | 78  |
| 18  | Filippo Melegoni      | Gas Gas   | EVO   |     |     |     |     |     |     |     | 11  | 8   | DNS | 6   | 12  | 8   | 60  |
| 19  | Giuliano Turetta      | Kawasaki  | STK   |     |     |     |     |     |     |     |     |     |     | 4   | 6   | 5   | 49  |
| 20  | Luciana Müller        | KTM       | EVO   | 8   | 6   | 5   |     |     | DNS |     |     |     |     |     |     |     | 44  |
| 21  | Diego Xavier          | Yamaha    | EVO   | 16  | 18  |     | 17  | 19  | 21  | 19  | 12  | 20  | 16  | Ret | Ret | 13  | 39  |
| 22  | Celino Fertrin        | Yamaha    | STK   | 15  |     |     |     |     |     |     |     | 10  | DNS |     | 9   |     | 29  |
| 23  | Caíque Andrade        | KTM       | EVO   | 18  | 20  |     | 16  | 13  |     |     |     |     | 21  | 18  | 23  |     | 20  |
| 24  | Werner Xavier         | Honda     | STK   |     |     |     | 24  | DNS | Ret |     |     | 15  | 14  | 16  | 26  |     | 18  |
| 25  | Paulo Janke           | Fantic    | STK   |     | 23  |     | 19  | DNS |     |     |     | 19  | 20  | DNS |     | 11  | 15  |
| 26  | Kléber Machado        | Honda     | EVO   |     |     |     | 23  | DNS | 17  |     |     | 17  | 18  | 20  | 22  |     | 12  |
| 27  | Paulo Gollner         | KTM       | STK   | 19  | 22  |     | 20  | Ret | 15  | 21  | 21  | 22  | 19  | DNS | 27  |     | 11  |
| 28  | José Antônio Misuta   | Honda     | EVO   |     |     |     | 22  | 20  | 18  | 22  | 20  | 23  | 17  | DNS |     |     | 9   |
| 29  | Mário Seto            | Beta      | EVO   | Ret | 26  |     | DNS |     |     | 14  |     | Ret |     |     |     |     | 7   |
| 30  | Ernani Molina         | Husqvarna | EVO   |     |     |     |     |     |     | 15  |     |     |     |     |     |     | 7   |
| 31  | Marcus Ganter         | Yamaha    | EVO   |     |     |     |     |     |     | 16  | 19  | Ret | Ret |     |     |     | 7   |
| 32  | Marco Andreotti       | Honda     | STK   |     |     |     |     |     |     |     |     |     |     |     |     | 16  | 5   |
| 33  | Edílson Barbosa       | Suzuki    | STK   |     |     | 16  |     |     |     |     |     |     |     |     |     |     | 5   |
| 34  | Luciano Markiano      | Gas Gas   | EVO   |     |     |     |     |     |     |     |     |     |     |     |     | 17  | 4   |
| 35  | Fabiano Camillo       | KTM       | EVO   |     |     | 17  |     |     |     |     |     |     |     |     |     |     | 4   |
| 36  | Algacir Ramos         | Honda     | EVO   |     | 24  |     |     | 21  |     | 18  |     | 21  |     |     |     |     | 3   |
| 37  | Sebastián Villa       | Husqvarna | EVO   | Ret | Ret |     |     |     |     |     | 18  | Ret |     |     |     |     | 3   |
| 38  | Vandecy Dutra         | Suzuki    | STK   |     |     | 18  |     |     |     |     |     |     |     |     |     |     | 3   |
| 39  | João Bueno            | Yamaha    | EVO   |     |     |     |     |     |     |     |     |     |     |     |     | 18  | 3   |
| 40  | Joelson Silva         | KTM       | EVO   |     |     |     |     |     |     |     |     |     |     |     | 18  |     | 3   |
| 41  | Hilan Oliveira        | Yamaha    | STK   |     | 21  |     |     |     |     |     |     |     |     | 19  |     |     | 2   |
| 42  | Renan Barragan        | Yamaha    | STK   |     |     | 19  |     |     |     |     |     |     |     |     |     |     | 2   |
| 43  | João Guilherme Santos | Gas Gas   | STK   |     |     |     |     |     |     |     |     |     |     |     |     | 19  | 2   |
| 44  | Jackson Prestes       | KTM       | STK   |     | 25  |     |     |     |     | 20  |     |     |     |     |     |     | 1   |
| 45  | George Sousa          | KTM       | EVO   |     |     |     |     |     |     |     |     |     |     |     | 20  |     | 1   |
| 46  | Luiz Mazanek          | Honda     | EVO   |     |     |     |     |     | 20  |     |     |     |     |     |     |     | 1   |
| 47  | Mateus Cordeiro Maluf | Kawasaki  | EVO   |     |     | 20  |     |     |     |     |     |     |     |     |     |     | 1   |
| 48  | Bruno Esmanhoto       | Yamaha    | STK   |     |     | 21  |     |     |     |     |     |     |     |     |     |     | 0   |
| 49  | Nélson Pedroso        | Yamaha    | STK   |     |     |     |     |     |     |     |     |     |     | 21  |     |     | 0   |
| 50  | Marcelo Soares        | KTM       | STK   |     |     |     | 21  |     |     |     |     |     |     |     |     |     | 0   |
| 51  | Fernando Braga        | Husqvarna | EVO   |     |     |     |     |     |     |     |     |     |     |     | 21  |     | 0   |
| 52  | Sérgio Andrekowicz    | Husqvarna | EVO   |     |     | 22  |     |     |     |     |     |     |     |     |     |     | 0   |
| 53  | Adriel Prestes        | Gas Gas   | EVO   |     |     |     |     |     |     |     |     |     | 23  |     |     |     | 0   |
| 54  | Rodney Trevisan       | Gas Gas   | EVO   |     |     | 23  |     |     |     |     |     |     |     |     |     |     | 0   |
| 55  | Fernando Tanuri       | Yamaha    | STK   |     |     |     |     |     |     |     |     |     |     | 23  |     |     | 0   |
| 56  | Fernando Laranjeira   | KTM       | EVO   |     |     |     |     |     |     |     |     |     |     |     | 24  |     | 0   |
| 57  | Márcio Alencar        | KTM       | EVO   |     |     |     |     |     |     | 24  |     |     |     |     |     |     | 0   |
| 58  | Beto Ignácio          | Gas Gas   | STK   |     |     |     |     |     |     |     |     |     |     | 24  |     |     | 0   |
| 59  | Rogério Silva         | KTM       | EVO   |     |     | 24  |     |     |     |     |     |     |     |     |     |     | 0   |
| 60  | Vicente Marcelino     | KTM       | EVO   |     |     |     |     |     |     |     |     |     | 24  |     |     |     | 0   |
| 61  | Uriel Andrade         | Yamaha    | STK   |     |     | 25  |     |     |     |     |     |     |     |     |     |     | 0   |
| 62  | Sandro Lopes          | Honda     | EVO   |     |     |     |     |     |     |     |     |     |     | 25  |     |     | 0   |
| 63  | Oliboni Monteiro      | Suzuki    | STK   |     |     |     |     |     |     |     |     |     |     |     | 25  |     | 0   |
| 64  | Cristiano Mello       | Husqvarna | STK   |     |     | 26  |     |     |     |     |     |     |     |     |     |     | 0   |
| 65  | Osvaldo Biavatti      | Gas Gas   | EVO   |     |     | 27  |     |     |     |     |     |     |     |     |     |     | 0   |
| 66  | Francisco Kalluf      | Husqvarna | STK   |     |     |     |     |     |     |     |     |     |     | 27  |     |     | 0   |
| 67  | Amaury Castanho       | Yamaha    | EVO   |     |     |     |     |     |     | Ret |     |     |     |     |     |     | 0   |
| 68  | Sebastião Barauce     | Kawasaki  | EVO   |     |     |     |     |     |     | Ret |     |     |     |     |     |     | 0   |
| 69  | Adrialdo Dinarte      | Husqvarna | STK   |     |     |     |     |     |     |     |     |     |     |     | Ret |     | 0   |
| 70  | Elias Reis            | KTM       | EVO   |     | Ret |     |     |     |     |     |     |     |     |     |     |     | 0   |
| 71  | Amanda Anciutti       | Kawasaki  | STK   |     |     |     |     |     |     |     |     |     |     |     | Ret |     | 0   |
| 72  | Éverton Totti         | Yamaha    | STK   |     |     |     |     |     |     |     |     |     | DNQ |     |     |     | 0   |
| 73  | Evandro Goulart       | Yamaha    | EVO   | DNS |     |     |     |     |     |     |     |     |     |     |     |     | 0   |
| 74  | Reginaldo Santos      | Honda     | STK   |     | DNS |     |     |     |     |     |     |     |     |     |     |     | 0   |
| Pos | Piloto                | Moto      | Clase | SPO | CHE | CTB | TNT | PIR | RJO | PET | GAL | HRC | RGS | NSR | PAR | INT | Pts |

| Color     | Resultado                                                               |
| --------- | ----------------------------------------------------------------------- |
| Oro       | Ganador                                                                 |
| Plata     | 2.ª plaza                                                               |
| Bronce    | 3.ª plaza                                                               |
| Verde     | Finalizó en los puntos                                                  |
| Azul      | Finalizó sin puntos                                                     |
| Azul      | NC - No clasificado                                                     |
| Violeta   | Ret - No terminó (Carrera)                                              |
| Rojo      | DNQ - No se clasificó                                                   |
| Negro     | DSQ - Descalificado                                                     |
| Blanco    | DNS - No empezó (carrera)                                               |
| Blanco    | WD - Retirado (fin de semana)                                           |
| Blanco    | C - Carrera cancelada                                                   |
| Sin color | DNP - Inscrito pero no participó                                        |
| Sin color | INJ - Lesionado                                                         |
| Sin color | EX - Excluido                                                           |
| Estado    | Resultado                                                               |
| Negrita   | Pole position                                                           |
| Cursiva   | Vuelta rápida                                                           |
| †         | Abandona, pero clasifica al completar el porcentaje requerido para ello |

### Campeonato de Constructores
| Pos. | Constructor | SPO | CHE | CTB | TNT | PIR | RJO | PET | GAL | HRC | RGS | NSR | PAR | INT | Pts. |
| ---- | ----------- | --- | --- | --- | --- | --- | --- | --- | --- | --- | --- | --- | --- | --- | ---- |
| 1    | Honda       | 1   | 2   | 2   | 3   | 1   | 1   | 1   | 2   | 2   | 4   | 1   | 4   | 1   | 294  |
| 2    | Yamaha      | 2   | 3   | 1   | 5   | 2   | 5   | 2   | 1   | 1   | 1   | 3   | 1   | 4   | 281  |
| 3    | Gas Gas     | 4   | 1   | 4   | 1   | 3   | 4   | Ret | 3   | 3   | 2   | 6   | 5   | 2   | 239  |
| 4    | Husqvarna   | 7   | 7   | 6   | 2   | 8   | 2   | 5   | 5   | 4   | 11  | 2   | 7   | 7   | 210  |
| 5    | Kawasaki    | 5   | 11  | 13  | 12  | 15  | 13  | 10  | 17  | 14  | 8   | 4   | 6   | 5   | 141  |
| 6    | Beta        | 10  | 9   | 7   | 9   | 7   | 9   | 7   | 10  | Ret | 6   | Ret | 16  |     | 120  |
| 7    | KTM         | 8   | 6   | 5   | 13  | 12  | 16  | 17  | 15  | 22  | 10  | 11  | 14  | 9   | 116  |
| 8    | Fantic      | 23  |     | 19  | DNS |     |     |     | 19  | 20  | DNS |     | 11  |     | 15   |
| 9    | Suzuki      |     |     | 18  |     |     |     |     |     |     |     |     |     |     | 3    |
| Pos. | Constructor | SPO | CHE | CTB | TNT | PIR | RJO | PET | GAL | HRC | RGS | NSR | PAR | INT | Pts. |

### Copa Kawasaki Ninja 250 PRO
| Icono | Categoría |
| ----- | --------- |
| PRO   | PRO       |
| LGT   | Light     |

| Pos | Piloto                   | Moto     | Clase | SPO | CHE | CTB | TNT | PIR | RJO | PET | GAL | HRC | RGS | NSR | PAR | INT | Pts |
| --- | ------------------------ | -------- | ----- | --- | --- | --- | --- | --- | --- | --- | --- | --- | --- | --- | --- | --- | --- |
| 1   | Dionísio Casarini Filho  | Kawasaki | LGT   | 3   | 3   | 3   | 14  | Ret | 4   | 3   | 5   | 2   | 1   | 2   | 4   | Ret | 208 |
| 2   | André Luís Paiato        | Kawasaki | LGT   | 4   | 4   | Ret | 12  | 5   | 2   | 2   | 9   | 1   | Ret | 1   | 2   | 7   | 203 |
| 3   | Matheus Oliveira Dias    | Kawasaki | PRO   | 14  | 2   | 2   | 5   | 6   | 5   | 4   | 12  | 6   | 2   | 5   | Ret | 17  | 182 |
| 4   | Ricieri Luvizotto        | Kawasaki | PRO   | 2   |     | 6   | 1   | 2   | Ret | 5   | 1   |     | 3   | 17  | 3   | Ret | 169 |
| 5   | Gustavo Carreira         | Kawasaki | PRO   | Ret | 5   | DNS | 4   | 3   | 9   | 13  | DSQ | 9   | 4   | 8   | 7   | 4   | 136 |
| 6   | Sérgio Augustus Silva    | Kawasaki | PRO   | Ret | 6   | 7   | 9   | 9   | 10  | 8   | 6   | Ret | 7   | 16  | 8   | 16  | 129 |
| 7   | Douglas Figueiredo       | Kawasaki | PRO   | 10  | 7   | DNS | 2   | 7   | 6   | 6   | 2   | 5   | 5   | 6   | 5   | 2   | 116 |
| 8   | Sandro Paganelli         | Kawasaki | PRO   | 6   | 1   | 4   | 3   | 13  | 3   | 9   | 8   | 4   | Ret | 3   | Ret | 1   | 115 |
| 9   | Thiago Cosme Volpato     | Kawasaki | LGT   |     | 11  | Ret | 10  |     |     |     | 3   | 13  | 9   | 11  | 9   | 8   | 96  |
| 10  | Maurício Prado           | Kawasaki | LGT   | 1   | 8   | 1   | 11  | 1   | 1   | 1   | 4   | Ret | 6   | 4   | 1   | 11  | 95  |
| 11  | Alex Schultz             | Kawasaki | LGT   |     | 19  | DNS | 12  | 12  |     |     | 13  | 8   | Ret | 9   | 6   | 6   | 83  |
| 12  | Gabriel Garbuio Peralta  | Kawasaki | LGT   | Ret | 14  | Ret | 15  | 15  | 11  | 10  | 15  | Ret | 8   | 13  | 11  |     | 77  |
| 13  | José Augusto de Carvalho | Kawasaki | PRO   | 5   | Ret | 9   | 7   | 14  | Ret | 12  | DNQ | Ret | 13  | 14  | Ret | NC  | 73  |
| 14  | Bruno Nabucco Caldas     | Kawasaki | PRO   | Ret |     |     | 8   | 4   | 7   | 7   | NC  |     |     |     |     | 12  | 68  |
| 15  | Giuliano Casarini        | Kawasaki | LGT   | 12  | 13  |     | Ret | 8   | 14  | 14  | DNQ | 10  | 14  | 15  | Ret |     | 68  |
| 16  | David Daniel Minho       | Kawasaki | PRO   |     | 9   | 8   | Ret | DNS |     |     |     | 12  | Ret | 7   | 10  | 15  | 65  |
| 17  | Paulo Cury               | Kawasaki | LGT   | Ret | Ret | 5   | 17  | 11  | 8   | Ret | Ret | 11  | Ret | 12  | Ret | INF | 62  |
| 18  | Carlos Augusto Andrade   | Kawasaki | PRO   |     | 10  | DNS | 6   |     |     |     | 10  | 3   | Ret | Ret | Ret | Ret | 57  |
| 19  | Eduardo Medrado Masini   | Kawasaki | LGT   | 11  | 15  |     | Ret | 10  | 12  | Ret |     | Ret | 11  | 10  | Ret |     | 57  |
| 20  | Bruno Yukihara           | Kawasaki | LGT   |     | Ret |     | 16  |     |     |     | 7   | 7   | 10  | 18  | Ret | 18  | 50  |
| 21  | Luís Aguinaldo Genari    | Kawasaki | LGT   | 9   |     |     | Ret |     | 16  | Ret | 14  |     |     |     |     | 10  | 35  |
| 22  | Cuca Ayres               | Kawasaki | PRO   |     |     | 10  |     |     |     |     | 16  |     |     |     |     | 5   | 32  |
| 23  | Ricardo Mangolini        | Kawasaki | LGT   | 8   |     |     | Ret |     | 13  | 11  | DNQ |     |     |     |     |     | 31  |
| 24  | Carlos Mendoza           | Kawasaki | LGT   | 13  |     |     |     | 17  | 15  | 15  | 17  |     |     |     |     |     | 28  |
| 25  | Rodrigo Machado          | Kawasaki | PRO   |     | 16  | DNS |     |     |     |     |     | Ret | 12  | Ret | DNS | 9   | 26  |
| 26  | Marcos Poletto Alves     | Kawasaki | LGT   | 7   |     |     | 18  |     |     |     | DNQ |     |     |     |     | 13  | 25  |
| 27  | Mateus Pereira           | Kawasaki | PRO   |     |     |     |     |     |     |     | Ret |     |     |     |     | 3   | 20  |
| 28  | Dárcio Casarini          | Kawasaki | LGT   |     | 12  |     | Ret |     |     |     | 11  |     |     |     |     | DNF | 19  |
| 29  | Douglas Pereira          | Kawasaki | PRO   | 15  |     |     |     | 16  | Ret | DNS | Ret |     |     |     |     |     | 11  |
| 30  | André Adriani            | Kawasaki | PRO   |     |     |     |     |     |     |     |     |     |     |     |     | 14  | 7   |
| 31  | Rúben García             | Kawasaki | PRO   |     | 17  |     |     | DNS |     |     |     |     |     |     |     |     | 4   |
| 32  | Miguel Solorza           | Kawasaki | LGT   |     | 18  |     |     |     |     |     |     |     |     |     |     |     | 3   |
| 33  | Aluísio de Sanctis Pavan | Kawasaki | LGT   |     |     | DSQ | Ret |     |     |     | Ret |     |     |     |     |     | 0   |
| Pos | Piloto                   | Moto     | Clase | SPO | CHE | CTB | TNT | PIR | RJO | PET | GAL | HRC | RGS | NSR | PAR | INT | Pts |

| Color     | Resultado                                                               |
| --------- | ----------------------------------------------------------------------- |
| Oro       | Ganador                                                                 |
| Plata     | 2.ª plaza                                                               |
| Bronce    | 3.ª plaza                                                               |
| Verde     | Finalizó en los puntos                                                  |
| Azul      | Finalizó sin puntos                                                     |
| Azul      | NC - No clasificado                                                     |
| Violeta   | Ret - No terminó (Carrera)                                              |
| Rojo      | DNQ - No se clasificó                                                   |
| Negro     | DSQ - Descalificado                                                     |
| Blanco    | DNS - No empezó (carrera)                                               |
| Blanco    | WD - Retirado (fin de semana)                                           |
| Blanco    | C - Carrera cancelada                                                   |
| Sin color | DNP - Inscrito pero no participó                                        |
| Sin color | INJ - Lesionado                                                         |
| Sin color | EX - Excluido                                                           |
| Estado    | Resultado                                                               |
| Negrita   | Pole position                                                           |
| Cursiva   | Vuelta rápida                                                           |
| †         | Abandona, pero clasifica al completar el porcentaje requerido para ello |

### Classic 135cc
| Icono | Categoría |
| ----- | --------- |
| 135   | 135       |
| 250   | 250       |

| Pos | Piloto                    | Moto     | Clase | SPO | CHE | CTB | TNT | PIR | RJO | PET | GAL | HRC | RGS | NSR | PAR | INT | Pts |
| --- | ------------------------- | -------- | ----- | --- | --- | --- | --- | --- | --- | --- | --- | --- | --- | --- | --- | --- | --- |
| 1   | Ériko Melo                | Gas Gas  | 135   | 5   | 3   | 3   | 9   | 8   | 4   | 3   | Ret | 7   | 1   | 1   | 4   | 1   | 226 |
| 2   | Maicon Fuser              | Buell    | 135   | 3   | 2   | 9   | 2   | 1   | 1   | 12  | 2   | 6   | 3   | 10  | 1   | 4   | 224 |
| 3   | Rodrigo Cezar Mayer       | Honda    | 135   | 1   | 1   | 1   | Ret | 3   | 3   | 2   | 3   | 2   | Ret | DNS | 2   | 2   | 223 |
| 4   | Lucas Braga               | Suzuki   | 250   | 6   | 5   | 2   | 6   | 7   | 5   | 7   | Ret | 4   | 6   | 2   | 6   | 14  | 189 |
| 5   | Pierre Biducci            | Yamaha   | 250   | 2   | 6   | 4   | 5   | 2   | 2   | 5   | Ret | 8   | 5   | Ret | Ret | 8   | 173 |
| 6   | Lucas Teodoro             | Yamaha   | 250   | 7   | Ret | Ret | Ret | 6   | 11  | 6   | 1   | 5   | 4   | 3   | 5   | 7   | 163 |
| 7   | Murilo Ribeiro            | Kawasaki | 250   | 18  | 4   |     | 1   |     |     |     | Ret | 1   | 2   | Ret | 3   | 6   | 125 |
| 8   | Ianina Zanazzi            | Yamaha   | 135   | 10  | Ret | 7   | DSQ | 4   | 7   | 4   |     | 3   | Ret | 6   | 7   | Ret | 122 |
| 9   | Gabriel Sebastián Quiroga | Yamaha   | 135   | 20  | 7   | 13  | Ret | 14  | 18  | 9   | 4   | Ret | 9   | 4   | 9   | 5   | 122 |
| 10  | Ricardo Baroni            | Yamaha   | 135   | 4   | 8   | Ret | 13  | Ret | 10  | Ret | 6   | 16  | 7   | 7   | 8   | 11  | 121 |
| 11  | Alberto Cañadas           | Honda    | 135   | Ret | Ret | 6   | 7   | 12  | 16  | 10  | 7   | 11  | 8   | 5   | Ret | Ret | 107 |
| 12  | Felipe Ortiz              | Honda    | 250   | 12  | 12  | 11  | 11  | 15  | 15  | 14  | Ret | 15  | 13  | NC  | 12  | 12  | 89  |
| 13  | Guilhermo Faber           | BMW      | 250   | DNS | Ret | 5   | 3   | Ret | 6   | 8   |     | 10  | Ret | DNS |     | 9   | 87  |
| 14  | Jorge Fernández           | Kawasaki | 135   |     | 9   | Ret | Ret | 11  | 13  | 15  |     | Ret | 10  | 8   | 10  | Ret | 71  |
| 15  | Pedro Barral              | Honda    | 135   | 9   | 14  | DSQ | 4   | Ret | 8   | Ret | DNS | Ret | Ret | DNS | Ret | 3   | 70  |
| 16  | Anthony Martin            | Honda    | 250   | 14  | 10  | 12  | 14  | 13  | 17  |     |     |     | 11  | Ret | 11  |     | 66  |
| 17  | Leonard Hoogenboom        | Triumph  | 135   | 11  |     | Ret | 15  | 9   | 14  |     |     | 12  | 12  | 9   |     |     | 65  |
| 18  | Adriano Ventura           | Honda    | 135   |     | Ret | Ret |     |     | 12  | 1   | 5   |     |     |     |     |     | 50  |
| 19  | Javier González           | Yamaha   | 250   | 17  | Ret | 10  | 16  | 16  | DNS |     |     |     | 14  | Ret | 14  | 13  | 47  |
| 20  | Dimas Sahium              | Gas Gas  | 250   | 8   |     | 8   | 12  |     |     | 11  |     |     |     |     |     |     | 45  |
| 21  | Marcelo Perillo           | Kawasaki | 250   | 13  |     |     | Ret | 10  | 9   |     |     |     |     |     |     |     | 31  |
| 22  | Aldo Festante             | Honda    | 250   | 19  |     | Ret | 10  |     |     | 13  | Ret | 14  |     |     |     |     | 28  |
| 23  | Fausto Grantón            | Triumph  | 250   | 16  |     | 14  | 8   | Ret |     |     |     |     |     |     |     |     | 25  |
| 24  | Robert Allaer             | Honda    | 135   |     | 11  |     |     |     |     |     | Ret |     |     |     | 13  |     | 18  |
| 25  | Camilo Molina             | Honda    | 135   |     |     |     |     | 5   |     |     | Ret |     |     |     |     |     | 16  |
| 26  | Henri Niskanen            | Suzuki   | 250   |     |     |     |     |     |     |     |     | 9   |     |     |     |     | 12  |
| 27  | Enzo Wenceslau            | Gas Gas  | 135   | 15  |     | 15  |     |     |     |     |     |     |     |     |     |     | 12  |
| 28  | Gilmar Barcellos          | Honda    | 135   |     |     |     |     |     |     |     |     |     |     |     |     | 10  | 11  |
| 29  | Ricardo Vassmer           | Yamaha   | 250   |     | DNS |     |     |     |     |     |     | 13  |     |     | Ret |     | 8   |
| 30  | Rick Rosin                | Yamaha   | 250   |     | 13  |     |     |     |     |     |     |     |     |     |     |     | 8   |
| 31  | Mário Salles              | Kawasaki | 250   |     |     |     |     |     |     |     |     | 17  |     |     |     | DNS | 4   |
| 32  | Fabian Leyton             | Gas Gas  | 135   |     | Ret |     |     |     |     |     |     |     |     |     |     |     | 0   |
| 33  | Michael Duncalfe          | Gas Gas  | 135   |     | DNS |     |     |     |     |     |     |     |     |     |     | Ret | 0   |
| 34  | Marcelo Catori            | Yamaha   | 250   | DNS |     | DNS |     |     |     |     |     | DNS |     |     |     | Ret | 0   |
| 35  | Felipe Gonçalves          | Kawasaki | 250   |     |     |     |     | DNS |     |     | DNS | Ret |     |     |     |     | 0   |
| 36  | Ricardo Hilário           | Kawasaki | 135   |     |     |     |     |     |     |     |     |     | Ret |     |     |     | 0   |
| 37  | Patric Soares             | Yamaha   | 135   |     |     | DNS |     |     |     |     | DNS |     |     |     |     |     | 0   |
| 38  | Federico Sabatini         | Yamaha   | 135   |     |     |     |     |     |     |     | DNS |     |     |     |     |     | 0   |
| 39  | Ernesto Otero             | Yamaha   | 250   |     |     |     |     |     |     |     | DNS |     |     |     |     |     | 0   |
| 40  | Wellington Garcia         | Yamaha   | 135   |     |     |     |     | INF |     |     |     |     |     | NC  |     |     | 0   |
| 41  | Jonathan Valentim         | Gas Gas  | 135   |     |     |     |     |     |     |     |     |     |     | WD  |     |     | 0   |
| 42  | Fernando Madeiras         | Kawasaki | 250   |     |     |     |     |     |     |     |     | DSQ |     |     |     |     | 0   |
| 43  | Rodrigo Magalhães         | Yamaha   | 250   |     |     |     |     |     |     |     | DSQ |     |     |     |     |     | 0   |
| Pos | Piloto                    | Moto     | Clase | SPO | CHE | CTB | TNT | PIR | RJO | PET | GAL | HRC | RGS | NSR | PAR | INT | Pts |

| Color     | Resultado                                                               |
| --------- | ----------------------------------------------------------------------- |
| Oro       | Ganador                                                                 |
| Plata     | 2.ª plaza                                                               |
| Bronce    | 3.ª plaza                                                               |
| Verde     | Finalizó en los puntos                                                  |
| Azul      | Finalizó sin puntos                                                     |
| Azul      | NC - No clasificado                                                     |
| Violeta   | Ret - No terminó (Carrera)                                              |
| Rojo      | DNQ - No se clasificó                                                   |
| Negro     | DSQ - Descalificado                                                     |
| Blanco    | DNS - No empezó (carrera)                                               |
| Blanco    | WD - Retirado (fin de semana)                                           |
| Blanco    | C - Carrera cancelada                                                   |
| Sin color | DNP - Inscrito pero no participó                                        |
| Sin color | INJ - Lesionado                                                         |
| Sin color | EX - Excluido                                                           |
| Estado    | Resultado                                                               |
| Negrita   | Pole position                                                           |
| Cursiva   | Vuelta rápida                                                           |
| †         | Abandona, pero clasifica al completar el porcentaje requerido para ello |

### Campeonato de Constructores
| Pos. | Constructor | SPO | CHE | CTB | TNT | PIR | RJO | PET | GAL | HRC | RGS | NSR | PAR | INT | Pts. |
| ---- | ----------- | --- | --- | --- | --- | --- | --- | --- | --- | --- | --- | --- | --- | --- | ---- |
| 1    | Honda       | 3   | 2   | 6   | 2   | 1   | 1   | 1   | 2   | 6   | 3   | 5   | 1   | 3   | 272  |
| 2    | Yamaha      | 2   | 6   | 4   | 5   | 2   | 2   | 5   | 1   | 5   | 4   | 3   | 5   | 7   | 240  |
| 3    | Gas Gas     | 5   | 3   | 3   | 9   | 8   | 4   | 3   | Ret | 7   | 1   | 1   | 4   | 1   | 226  |
| 4    | Buell       | 1   | 1   | 1   | Ret | 3   | 3   | 2   | 3   | 2   | Ret | DNS | 2   | 2   | 223  |
| 5    | Suzuki      | 6   | 5   | 2   | 6   | 7   | 5   | 7   | Ret | 4   | 6   | 2   | 6   | 14  | 189  |
| 6    | Kawasaki    | 13  | 4   | Ret | 1   | 10  | 9   | 15  | Ret | 1   | 2   | 8   | 3   | 6   | 175  |
| 7    | Triumph     | 11  |     | 17  | 8   | 9   | 14  |     |     | 12  | 12  | 9   |     |     | 76   |
| 8    | BMW         | DNS | Ret | 5   | 3   | Ret | 6   | 8   |     | 10  | Ret | DNS |     | 9   | 75   |
| Pos. | Constructor | SPO | CHE | CTB | TNT | PIR | RJO | PET | GAL | HRC | RGS | NSR | PAR | INT | Pts. |

### Sistema de puntuación
Es lícito descartar los tres peores resultados de la temporada.
| Puntuación | 1° | 2° | 3° | 4° | 5° | 6° | 7° | 8° | 9° | 10° | 11° | 12° | 13° | 14° | 15° | 16° | 17° | 18° | 19° | 20° |
| ---------- | -- | -- | -- | -- | -- | -- | -- | -- | -- | --- | --- | --- | --- | --- | --- | --- | --- | --- | --- | --- |
| Carrera    | 25 | 22 | 20 | 18 | 16 | 15 | 14 | 13 | 12 | 11  | 10  | 9   | 8   | 7   | 6   | 5   | 4   | 3   | 2   | 1   |

## Campeones de todas las categorías

### Descripción general
| #   | Categoría                     | Campeón                 | Equipo                       | Construtor | Moto                  | Ref |
| --- | ----------------------------- | ----------------------- | ---------------------------- | ---------- | --------------------- | --- |
| PRO | Superbike PRO                 | Murilo Colatreli        | Dia-Frag Racing              | Kawasaki   | Kawasaki ZX-10R       |     |
| MAS | Superbike PRO Master          | Ricardo Gornati         | Mertel Motorsport            | Triumph    | Triumph Daytona 1050R |     |
| PAM | Superbike PRO AM              | Diego Pretel            | Dia-Frag Racing              | Kawasaki   | Kawasaki ZX-10R       |     |
| PES | Superbike PRO Estreante       | Alan Douglas dos Santos | Mobil Ituran Racing Team     | Kawasaki   | Kawasaki ZX-10R       |     |
| PAM | Superbike Light PRO AM        | Newton Patrício         | Equipment Dealer Team        | BMW        | BMW S1000RR           |     |
| TRI | Triumph 675 Cup               | Sérgio de Laurentys     | Special ONE Racing           | Triumph    | Triumph Daytona 1100  |     |
| PRO | Supersport 600 PRO            | Thales Monteiro         | Yamaha Monster Energy Racing | Yamaha     | Yamaha YZF-R6         |     |
| PAM | Supersport 600 PRO AM         | Pedro Sala              | Random Vandals Racing        | Kawasaki   | Kawasaki ZX-6R        |     |
| STK | Supersport 600 Stock          | Alessandro Fortunato    | Extreme Velocity Motorsports | Suzuki     | Suzuki GSX-R600       |     |
| NKD | Supersport 600 Naked          | Mauro Thomassini        | Wolf Connection Racing       | Honda      | Honda CBR600RR        |     |
| EVO | Supersport EVO                | Gabriel Kannermann      | Orlen Honda Racing           | Honda      | Honda CBR600RR        |     |
| STK | Superstock EVO                | Carlos Quintas          | Overdrive Racing             | Yamaha     | Yamaha YZF-R6         |     |
| PRO | Copa Kawasaki Ninja 250 PRO   | Matheus Oliveira Dias   | Rabdan Motorsport            | Kawasaki   | Kawasaki Ninja 250R   |     |
| LGT | Copa Kawasaki Ninja 250 Light | Dionísio Casarini Filho | D'Station Racing             | Kawasaki   | Kawasaki Ninja 250R   |     |
| 135 | Classic 135cc                 | Ériko Melo              | Kessel Racing                | Gas Gas    | GasGas ED Drive       |     |
| 250 | Classic 250cc                 | Lucas Braga             | NM Racing Team               | Suzuki     | Suzuki Gixxer SF      |     |

## Cobertura televisiva
Las Carreras de lo Campeonato Brasileño de Superbikes se transmiten por Televisión por Cable incluyendo: ESPN, Fox Sports, Movistar+, CBS Sports y NBC Sports. 

### Cobertura en Brasil
| Transmissão | Transmissão                     |
| ----------- | ------------------------------- |
| ESPN        | Narração: Jair Antônio Massutti |
| ESPN        | Narração: Edson Gabardo         |
| ESPN        | Comentários: Dirceu Franzoni    |
| ESPN        | Comentários: Débora Bibiano     |

| Transmissão | Transmissão                     |
| ----------- | ------------------------------- |
| Record News | Narração: Lucas Pereira         |
| Record News | Narração: Sílvio Galvão         |
| Record News | Comentários: Alessandra Romagna |
| Record News | Comentários: Tatiana Lazzari    |

| Transmissão | Transmissão                   |
| ----------- | ----------------------------- |
| YouTube     | Narração: Alexandre Eiras     |
| YouTube     | Narração: Thiago Fabris       |
| YouTube     | Comentários: Ivar Castagnetti |
| YouTube     | Comentários: Henrique Gava    |

| Transmissão    | Transmissão                 |
| -------------- | --------------------------- |
| Terra Networks | Narração: José Lúcio Paludo |
| Terra Networks | Narração: Jorge Bento       |
| Terra Networks | Comentários: Aline Bagnara  |
| Terra Networks | Comentários: Eliane Tartari |

### Otros países
- Colombia: RCN Televisión y RCN HD2
- Portugal: Sport TV
- Reino Unido: BT Sport
- Canadá: Sportsnet
- España: Movistar+
- Hispanoamérica: ESPN y Star+

### Enlaces de transmisión
| Internet (Global) |
| ----------------- |
| YouTube           |
| Motorsport.tv     |
| Facebook          |
| Zoome             |
| Catve.com         |
| Auto Videos       |
| Twitch            |